# Propaganda bolivariana

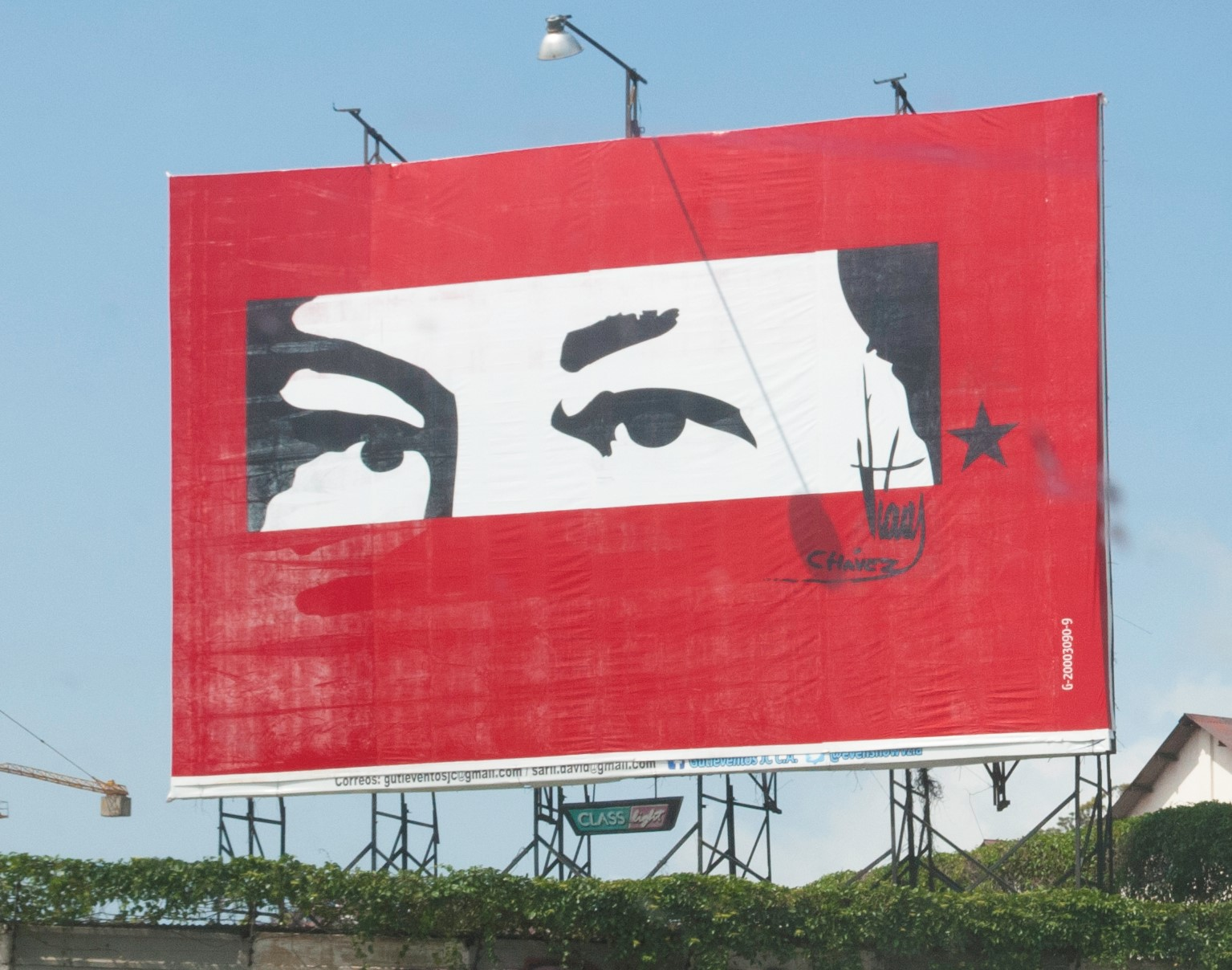
Um outdoor com os olhos e a assinatura de Hugo Chávez em Guarenas, Venezuela.

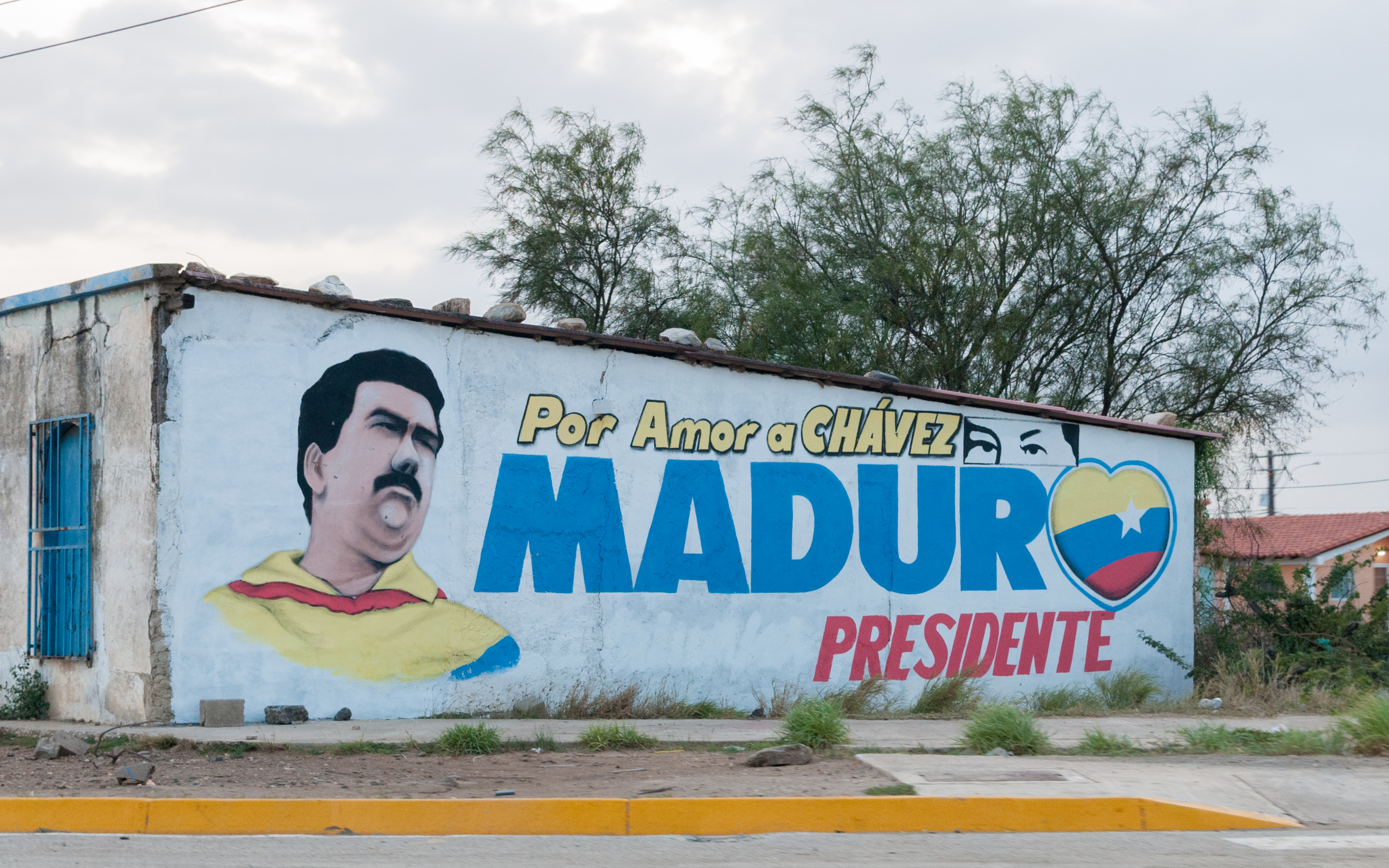
Uma pintura política dizendo, "Pelo amor de Chávez. Presidente Maduro." com os populares "Olhos de Chávez" visíveis.

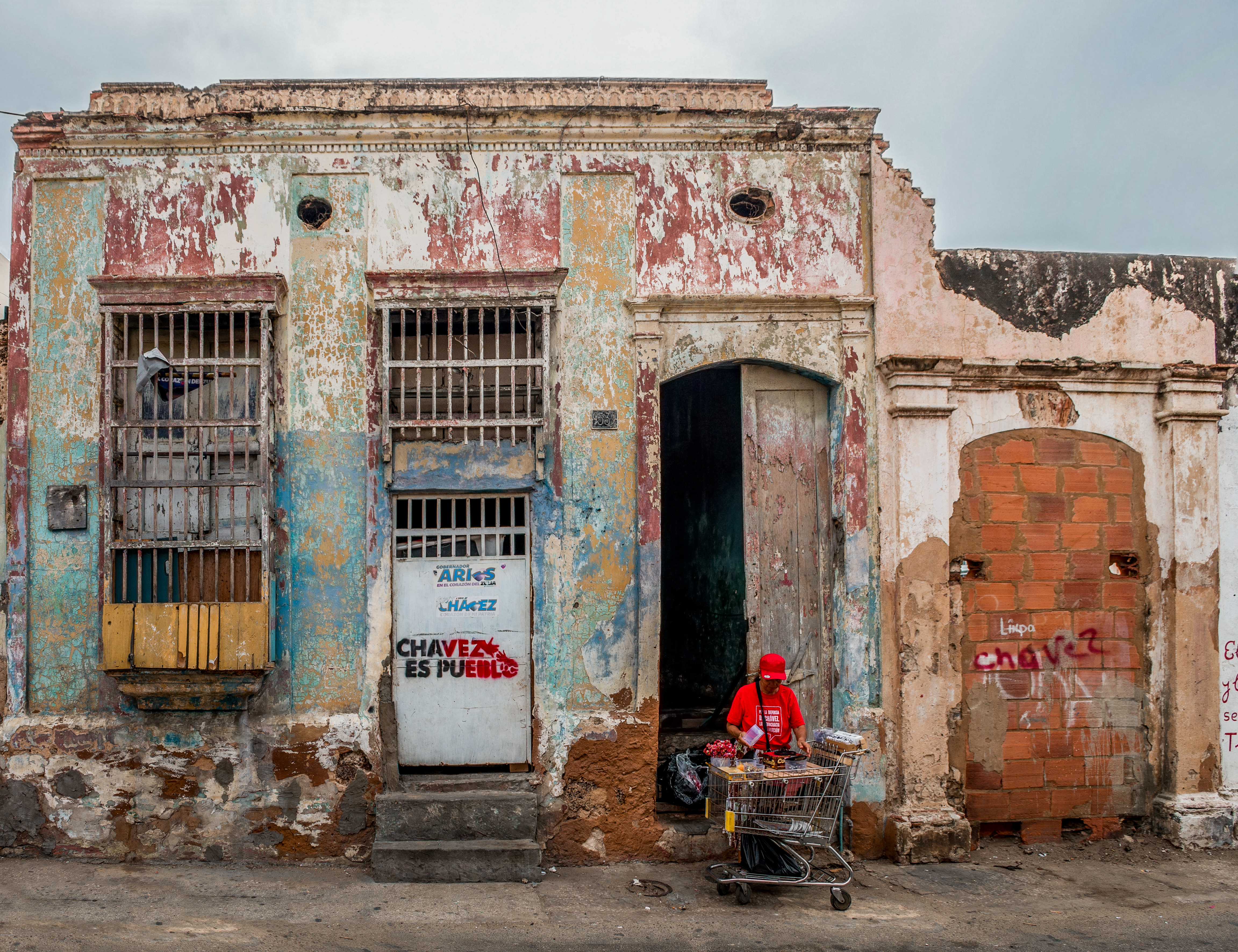
Casa pintada com propaganda e mulher com roupas de apoio a Hugo Chávez em Maracaibo, Venezuela.

Propaganda bolivariana (também conhecida como propaganda Chavista) é uma forma de propaganda nacionalista, especialmente na Venezuela, que utiliza os ideais defendidos por Simón Bolívar, que ajudou a liderar a Venezuela e outros países latino-americanos à independência da Espanha, para explorar sentimentos populistas em apoio a líderes locais. Esse tipo de propaganda foi particularmente associado à Revolução Bolivariana de Hugo Chávez, que usou argumentos emocionais para ganhar atenção, explorar os medos (reais ou imaginados) da população, criar inimigos externos para fins de bode expiatório, e produzir nacionalismo dentro da população, causando sentimentos de traição pelo apoio à oposição. A World Politics Review afirmou que, à medida que Chávez começou a "transformar a Venezuela em um estado socialista", a propaganda teve "um papel importante na manutenção e mobilização dos apoiadores do governo". A imagem de Chávez é vista em lados de edifícios, em camisetas, em ambulâncias, em outdoors oficiais da Petróleos de Venezuela (PDVSA), e como figuras de ação por toda a Venezuela. Um artigo de 2011 do The New York Times afirma que a Venezuela tem um "complexo estatal de propaganda em expansão" enquanto o The Boston Globe descreveu Chávez como "um propagandista perspicaz e visionário" e que ele tinha "a riqueza do petróleo para influenciar a opinião pública".
O sucessor de Chávez, Nicolás Maduro, continuou usando transmissões obrigatórias na televisão ("cadeias"). Em algumas instâncias, ele comparou Chávez a figuras sagradas. Maduro próprio tornou-se muito impopular entre os venezuelanos, especialmente durante os protestos venezuelanos, com The Economist observando que os "Chavistas costumavam ser bons em propaganda. Agora eles nem mesmo conseguem acertar isso". O ensaísta Alberto Barrera Tyszka afirmou que os cidadãos ao verem a propaganda estatal veem funcionários bolivarianos bem alimentados vivendo em "decadência", o que ofende a "pobreza dos venezuelanos" e danificou a imagem do governo, com a maioria dos venezuelanos sofrendo de desnutrição sob o governo de Maduro.

## Contexto
O termo Revolução Bolivariana denota um novo sistema de governo, baseado na visão de Simón Bolívar de uma América do Sul unificada liderada por um "forte mas compassivo caudilho". Meses após ser empossado em 1999, Hugo Chávez prometeu trazer mudanças drásticas para a Venezuela através desta "Revolução Bolivariana" resultando em "uma redefinição radical da relação do sistema de mídia de comunicação de massa com a esfera do poder político e além, com o próprio Estado como controlador e agente regulador da sociedade".
Uma chamada "democracia participativa", tornou-se a fundação da administração de Hugo Chávez, com Chávez utilizando o herói nacional Simón Bolívar para legitimar sua posição política. Segundo Carroll, "A maestria na mídia ajudou o comandante a ganhar eleições sucessivas e transformar sua administração no que ele chamou de revolução bolivariana".
A popularidade de Chávez foi então alcançada através da "exploração da legitimidade carismática" e um programa de propaganda foi então estabelecido para alcançar a "democracia participativa", para fortalecer sua posição política e para fortalecer sua base de poder. Douglas Schoen em A Ameaça Mais Próxima disse que Chávez promoveu sua mensagem populista por meio de programas e legislação, incluindo um leal ramo chavista de bispos na Igreja Católica, fechando a RCTV, e alterando leis para exigir que os cidadãos denunciassem cidadãos desleais.

## Financiamento
Em 2002, o governo venezuelano assinou um contrato de US$ 1,2 milhão com a empresa de lobby Patton Boggs para melhorar a imagem de Hugo Chávez nos Estados Unidos. Em 2004, estimava-se que o financiamento do governo venezuelano para propaganda fosse de US$ 30.000 por dia no país e cerca de US$ 1,0 milhão por dia para propaganda tanto doméstica quanto internacional.[carece de fontes?]
De acordo com o El Nacional, 65% dos fundos do Ministério da Comunicação e Informação da Venezuela (MINCI) foram usados para "propaganda oficial" em 2014. A alocação de fundos para o MINCI ultrapassou 500 milhões de bolívares venezuelanos. Esses fundos foram divididos entre diferentes organizações de mídia governamentais; 161.043.447 bolívares para VTV, 65% a mais do que recebeu em 2012, 97.335.051 bolívares para a Corporação de Telecomunicações da Venezuela, 96.861.858 bolívares para a Nova Estação de Televisão do Sul, 20.381.890 bolívares para El Correo del Orinoco, 48.935.326 bolívares para AVN e mais.
Para o orçamento do governo venezuelano de 2015, o governo da Venezuela designou 1,8 bilhão de bolívares para a promoção das supostas realizações feitas pelo governo de Nicolás Maduro, o que foi mais do que os 1,3 bilhão de bolívares designados pelo Ministério do Interior, Justiça e Paz para a segurança pública do município venezuelano mais populoso, Município Bolivariano Libertador. O financiamento para propaganda doméstica aumentou 139,3% no orçamento de 2015, com 73,7% do orçamento do Ministério da Comunicação e Informação sendo destinado para propaganda oficial. Com o orçamento de 2015, os pagamentos para mídia governamental poderiam chegar a cerca de 3,61 bilhão de bolívares por ano.
Para o orçamento do governo venezuelano de 2015, o governo da Venezuela designou 1,8 bilhão de bolívares para a promoção das supostas realizações feitas pelo governo de Nicolás Maduro, o que foi mais do que os 1,3 bilhão de bolívares designados pelo Ministério do Interior, Justiça e Paz para a segurança pública do município venezuelano mais populoso, Município Bolivariano Libertador. O financiamento para propaganda doméstica aumentou 139,3% no orçamento de 2015, com 73,7% do orçamento do Ministério da Comunicação e Informação sendo destinado para propaganda oficial. Com o orçamento de 2015, os pagamentos para mídia governamental poderiam chegar a cerca de 3,61 bilhão de bolívares por ano.

## Organizações Governamentais e Políticas

### Governo Bolivariano da Venezuela

#### Ministério do Poder Popular para Comunicação e Informação

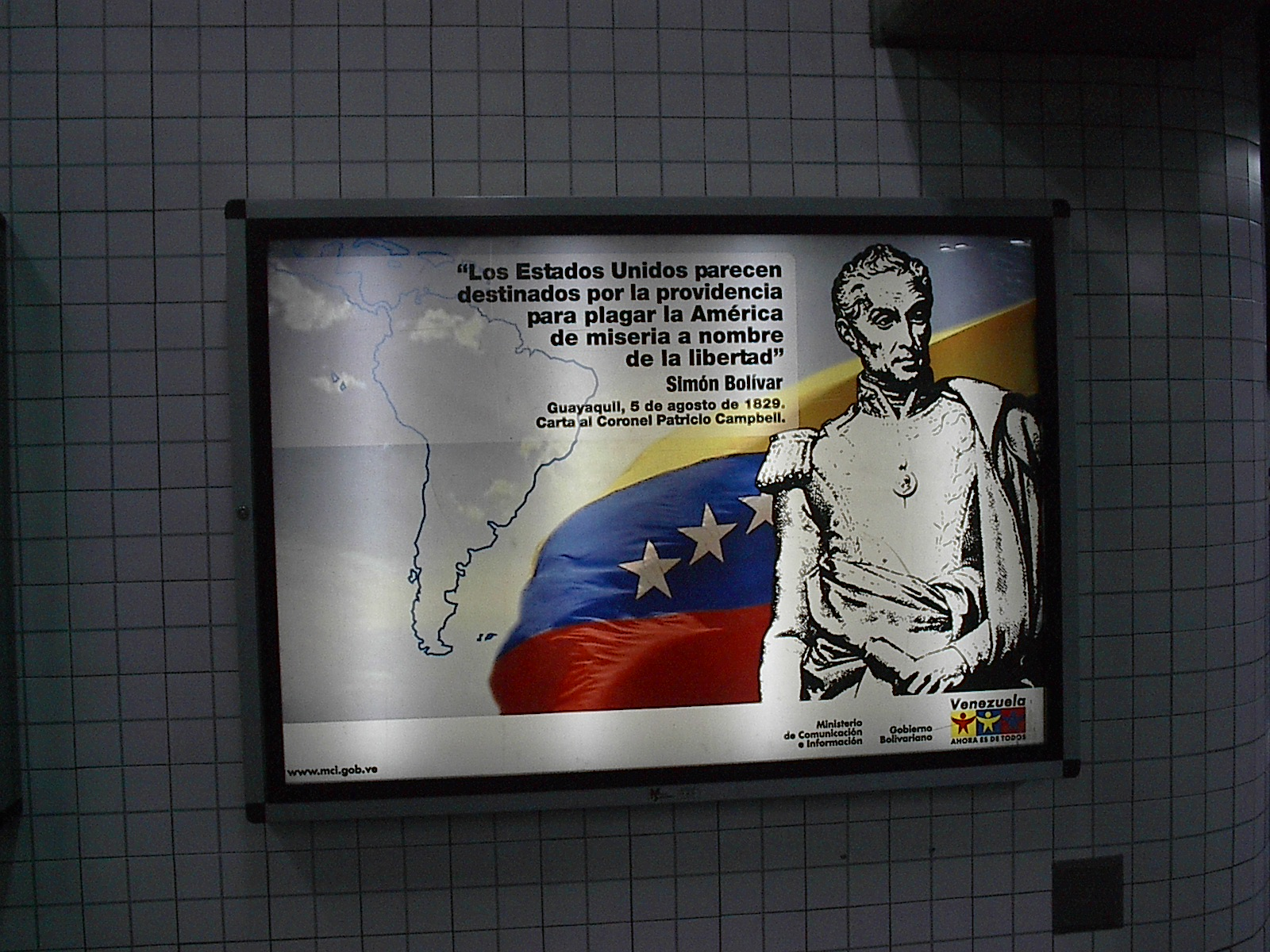
Painel do Ministério do Poder Popular para Comunicação e Informação afirmando "Os Estados Unidos aparecem por providência para afligir a América com miséria em nome da liberdade."

De acordo com El Nacional, o Ministério do Poder Popular para Comunicação e Informação (MINCI) do governo venezuelano usou a maioria do seu orçamento de 2014 para "propaganda oficial". Segundo o analista de comunicação política, Oswaldo Ramírez, o MINCI tem sido "a função de propaganda" durante a presidência de Maduro devido à sua baixa popularidade. A vice-presidente da Associação Nacional de Jornalistas (CNP), Nikary González, afirmou que o MINCI "permanece com propaganda política que favorece o PSUV".

### Partido Socialista Unido da Venezuela (PSUV)
O Partido Socialista Unido da Venezuela (PSUV) é o partido político dominante do governo venezuelano que foi criado a partir da fusão de partidos pró-Revolução Bolivariana e pró-Chávez. O PSUV tem usado propaganda para influenciar o apoio à Revolução Bolivariana. De acordo com a Universidade de La Sabana, "desde que chegou ao poder, o governo do Movimento Quinta República (MVR), o que é hoje o Partido Socialista Unido da Venezuela (PSUV), dedicou a maior parte de suas energias para alcançar três objetivos básicos em relação às comunicações, ... a ereção de um único marco regulatório para governar todos os meios audiovisuais e eletrônicos; a expansão da mídia alternativa-comunitária, bem como pública, precedida por um forte investimento econômico para otimizar a operação desses dispositivos de mídia através de treinamento, fornecimento de equipamentos e melhorias na infraestrutura, e a criação de organismos independentes que centralizam o controle de conteúdo, acesso a subvenções e frequências e gestão de cursos de formação, entre outros assuntos".

#### A Comissão de Propaganda, Agitação e Comunicação do PSUV
Em 27 de agosto de 2014, foi realizada a primeira reunião da Comissão de Propaganda, Agitação e Comunicação do PSUV. O chefe do comitê, Ernesto Villegas, afirmou que o comitê reconheceu que continuaria se comunicando como "Comandante Hugo Chávez, o grande comunicador, agitador e propagandista para permanecer assim, pois ainda está conosco e permanecerá, sua mensagem, sua doutrina política que é o guia e a chama permanente que nos empurra para avançar juntos para conquistar este povo construindo o Socialismo Bolivariano". Villegas explicou ainda que "a comissão planejou estratégias de comunicação que serão baseadas nas diretrizes políticas emitidas pelo PSUV". Segundo o PSUV, "os membros do comitê realizarão reuniões regulares e especiais, a fim de desenvolver planos e realizar ações para defender a verdade e bloquear a guerra travada contra a Revolução Bolivariana".[carece de fontes?]
A Comissão Nacional de Propaganda, Agitação e Comunicação incentiva as pessoas nas ruas a usarem seu trabalho e colocarem propaganda em espaços públicos a fim de contrapor "relações capitalistas de exploração e dominação". Seu site inclui estênceis para os venezuelanos grafitarem propaganda. Ernesto Villegas disse que, "Vamos para cada brigada, pinturas e alguns elementos para propaganda. Para isso, estaremos nas ruas com murais e presença da voz da Revolução Bolivariana contando a verdade, carregando a memória, entusiasmo e otimismo, informações adicionais são necessárias".[carece de fontes?]

## Mídia
A propaganda bolivariana tem sido disseminada na Venezuela e no exterior. A Revolução Bolivariana é divulgada através de todos os meios: TV, rádio, Internet (com sites como a Campanha de Solidariedade Venezuelana), revistas (como Viva Venezuela), jornais, murais, outdoors, memorabilia (figuras de ação, camisetas, pôsteres), escolas (através dos planos de aula e livros), filmes, sinfonias (Orquesta Sinfónica Simón Bolívar), festivais e veículos de serviço público (como ônibus e ambulâncias). Na Venezuela, "Hugo Chávez está em todo lugar", juntamente com imagens retratando semelhanças com Simón Bolívar; as imagens típicas que acompanham as mensagens pró-socialistas são a estrela vermelha, retratos de Che Guevara, retratos de Simón Bolívar, boinas vermelhas, bandeiras venezuelanas, Tio Sam "malvado", Tio Sam como uma cobra, e Chávez com o logo do super-homem. A candidata da oposição María Corina Machado "reclamou do que ela chamou de uma máquina de propaganda orquestrada pelo governo que produz spots ridicularizando os críticos de Chávez, apresenta programas de entrevistas dominados por candidatos do partido no poder e transmite todos os discursos do presidente".
Em 2007, o Ministério do Poder Popular para Comunicação e Informação declarou:
Para o novo cenário estratégico que surge, a luta que cai no campo ideológico tem a ver com uma batalha de ideias pelos corações e mentes das pessoas. Precisamos desenvolver um novo plano, e o que estamos propondo é a hegemonia comunicacional e informacional do Estado ... Nosso socialismo precisa de hegemonia comunicacional ... todas as comunicações têm que depender do estado como um bem público.
Seguindo este plano, o governo venezuelano fechou organizações de mídia de oposição, embora tenha permitido Globovision a fim de afirmar que havia pluralidade de mídia no país. O governo venezuelano assediou Globovision com multas e retórica até que seu principal proprietário fugiu do país, fechou dezenas de estações de rádio e alertou todas as organizações de mídia com medo de que, se criticassem o governo, poderiam ser fechadas.

### Televisão e rádio
Por meio do uso da propaganda, Chávez verbalizava continuamente seus sucessos na televisão, resultando em uma grande base de apoio popular. Sob Chávez, o número de canais de televisão estatais cresceu de um para oito, com cada canal mostrando constantemente Chávez. O que Chávez dizia "tornava-se de facto lei" e, como ele era imprevisível e um grande performer, um suspense era construído em torno de sua aparição na televisão.
Sob Maduro, a "principal arma ... continua sendo o controle estatal da televisão, que repete incessantemente a risível afirmação de que a Venezuela é vítima de uma guerra econômica". No entanto, ao contrário de Chávez, Maduro não possui o mesmo carisma que atrai a atenção positiva das massas.

#### Cadenas

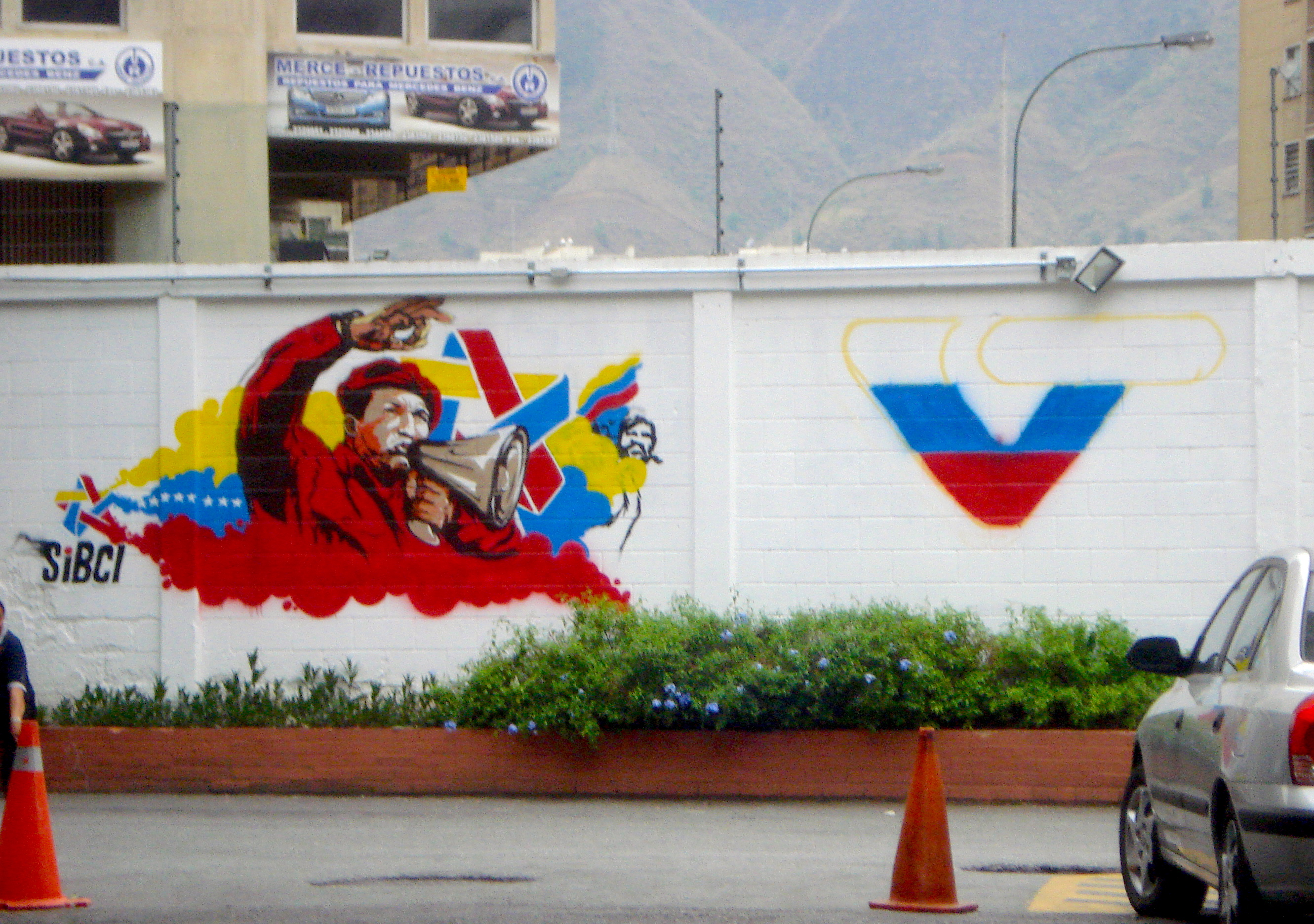
Um mural representando SiBCI compartilhando a mensagem de Chávez ao lado do logotipo da VTV.

O gabinete executivo na Venezuela foi autorizado a interromper a transmissão de televisão na Venezuela com cadenas, ou transmissões televisivas obrigatórias. Os predecessores de Chávez usavam as transmissões apenas para emergências ou eventos importantes. Hugo Chávez, no entanto, usava cadenas a cada poucos dias, frequentemente assumindo a programação regular por horas e usando as transmissões como uma arma eficaz para combater críticas ao se apresentar continuamente a todas as audiências, tanto urbanas quanto rurais da Venezuela. As cadenas que interrompiam os programas de televisão tinham tópicos variados, desde visitas de delegações russas a tours de fábricas de tratores, com o programa durando até Chávez querer parar de falar. Entre dezembro de 1999 e 30 de abril de 2004, Chávez passou 578 horas falando em cadenas.[carece de fontes?] Até 2010, Chávez tinha passado 1.300 horas, ou 53 dias, falando nelas, com um total de 1.923 cadenas com duração média de 40 minutos.
Durante a presidência de Nicolás Maduro, a Organização dos Estados Americanos' Comissão Interamericana de Direitos Humanos declarou que o presidente Maduro "continuou usando transmissões obrigatórias nacionais de rádio e televisão para transmitir mensagens governamentais" e criticou o presidente Maduro dizendo que "nem toda informação justifica a interrupção pelo Presidente da República da programação regularmente agendada. Em vez disso, deve ser informação que possa ser de interesse para as massas, informando-as de fatos que podem ser de significado público e que são verdadeiramente necessários para a real participação cidadã na vida pública". Em 10 de setembro de 2013, o presidente Maduro anunciou a criação do Noticiero de la Verdad, "uma transmissão nacional obrigatória, para fornecer informações sobre as atividades de sua administração, pois ele acredita que os meios de comunicação privados não informam sobre atos oficiais e escondem as conquistas de sua administração". Entre abril de 2013 e janeiro de 2016, o presidente Maduro passou mais de 500 horas falando em cadenas, com as transmissões custando 255.000 Bs.F por minuto.

#### Aló Presidente
Em 2001, ele transformou Aló Presidente de um programa de rádio para um completo programa de televisão ao vivo, não roteirizado, promovendo a Revolução Bolivariana, atribuindo os problemas econômicos da Venezuela ao seu vizinho do norte, os Estados Unidos como "uma tribuna popular para as políticas e divagações" de Chávez, que The Boston Globe chamou de "um propagandista antenado e visionário [que] tem a riqueza do petróleo para influenciar a opinião pública". O show era transmitido todos os domingos, retratando Chávez (vestindo vermelho, a cor da revolução) como o líder carismático, apaixonado pelo bem-estar de seu país. Muitos venezuelanos sintonizavam porque ele "recompensava seus apoiadores com presentes e patronato, decidindo, senão questões de vida ou morte, pelo menos os destinos dos cidadãos individuais".
A produção de Aló Presidente foi bem polida para criar a narrativa que Chávez queria incutir nos telespectadores. Em um estudo de caso de 2015 pela The London School of Economics and Political Science focado na retórica populista de Hugo Chávez em Aló Presidente, com personalismo em seus discursos permanecendo comum ao longo de sua presidência enquanto linguagem polarizadora e "revolucionária" aumentava. Chávez usaria o programa para mostrar aos venezuelanos que aqueles que o apoiavam eram recompensados, enquanto aqueles que não o faziam eram usados como bodes expiatórios.
Em 2015, Foreign Policy deu uma descrição de Aló Presidente dizendo:

Uma mistura de Jay Leno e Mussolini, o show permitia que Chávez compartilhasse suas opiniões sobre qualquer coisa, desde beisebol até George W. Bush; responder telefonemas da população; compartilhar anedotas pessoais, demitir ministros, anunciar o início de guerras ou irromper em canção. Celebridades internacionais como Naomi Campbell, Danny Glover e Sean Penn apareceriam no programa, emprestando seu poder de estrela à marca Chávez de revolução socialista permanente.

#### TeleSUR
[Izarra] instalou-se na Telesur e assumiu as rédeas ... Para ele não se tratava de promover a identidade latino-americana e fazer algo diferente com a televisão, mas servir à agenda doméstica de Chávez e ser um instrumento político. Isso significava propaganda como notícias contínuas. O mesmo lixo do inimigo, mas do outro lado. Adeus, credibilidade, eles mataram. Izarra não debatia. Ele me expulsou em dezembro de 2008.

Aram Aharonian, fundador da teleSUR
Em 2005, após a fundação da teleSUR, foi descrita como uma rede mostrando a diversidade da América Latina. No entanto, após 2007, alguns começaram a acreditar que teleSUR parecia ser uma ferramenta de propaganda para Hugo Chávez e sua Revolução Bolivariana, com a rede sendo descrita como "uma porta-voz de Chávez após Andres Izarra se tornar chefe da rede". The Boston Globe afirmou que o governo de Chávez foi capaz de financiar 70% das funções da TeleSUR, enquanto também fornecia instalações de transmissão, com outros govern

#### Venezolana de Televisión
Em fevereiro de 2004, o presidente da emissora estatal Venezolana de Televisión (VTV) afirmou que a VTV não era uma estação de televisão estatal, mas uma estação do partido político do Presidente Chávez. A VTV exibiria anúncios mostrando os Ataques de 11 de setembro, comparando-os à oposição, afirmando "O povo sabe quem são os terroristas". Durante a greve geral venezuelana de 2002-03, a VTV transmitiria anúncios retratando venezuelanos esperando em fila por botijões de gás com uma voz dizendo "A oposição desencadeou o terrorismo no povo venezuelano e isso levou à fome e ao desemprego. Graças à nova PDVSA, PDVSA é para todos nós, todos nós somos PDVSA". A VTV também alteraria imagens de manifestações pró-governo para fazê-las parecer maiores e usaria vídeos desatualizados para atacar membros da oposição ou ex-apoiadores.[carece de fontes?]

### Internet
A Internet não pode ser apenas para a burguesia; é também para a batalha ideológica ...

Hugo Chávez
Em um comunicado de maio de 2004 sobre o uso da propaganda do governo venezuelano, o governo dos Estados Unidos afirmou que o governo venezuelano "usa liberalmente o ciberespaço para espalhar sua guerra contra a oligarquia, o neoliberalismo, o governo dos Estados Unidos e a proposta Área de Livre Comércio das Américas". Mais de uma dúzia de sites, incluindo Aporrea.org, Radio Nacional de Venezuela, Venezuelanalysis.com, foram colocados em uma lista de sites que o governo venezuelano supostamente usava para fins de propaganda.[carece de fontes?] Em um capítulo intitulado Hugo Chávez gostaria de recebê-lo no Spinternet no livro The Net Delusion: The Dark Side of Internet Freedom, Morozov explica como a Internet era originalmente suposta para tornar os indivíduos "menos suscetíveis à propaganda dos políticos" de acordo com um acadêmico em 1997, embora Chávez e outros provassem que a previsão estava errada. O governo de Hugo Chávez então "contratou contingentes de comentaristas online financiados pelo governo, mas tecnicamente independentes" para ajudar a disseminar e defender sua mensagem.

#### Redes sociais
Mas tudo está bem no mundo de Nicolás Maduro, o muito odiado presidente do país. Enquanto o caos engolfa as cidades da Venezuela, sua equipe de mídia social tem procurado humanizar o ditador com vinhetas em vídeo que enfatizam suas origens simples e sabedoria simples. Em um vídeo, postado em sua página no Facebook, ele se deleita com a inocência da infância enquanto se acomoda desajeitadamente em um balanço de playground.

The Economist
O presidente Chávez, semelhante a outros regimes autoritários, inicialmente se opôs ao Twitter, chamando-o de um site "para crianças mimadas criticá-lo". De acordo com Morozov, quando a censura da Internet se torna "impraticável, politicamente indefensável ou proibitivamente cara, os governos começam a experimentar com propaganda". À medida que o uso do Twitter pela oposição aumentava e, como Chávez não podia censurar facilmente o Twitter, ele escolheu se tornar um usuário para colocar sua própria ideologia no site de mídia social. Em abril de 2010, o Presidente Chávez criou uma conta no Twitter e teve 500.000 seguidores dentro de um mês, adicionando-o como "parte da coreografia presidencial". A popularidade de Chávez no Twitter não foi apenas atribuída ao seu carisma, mas também ao uso dos recursos de seu governo, com Chávez anunciando em um discurso televisionado que ele usaria centenas de funcionários públicos financiados para "ajudá-lo a vencer a guerra no Twitter". Centenas de trabalhadores estaduais então ajudaram Chávez a gerenciar sua conta no Twitter. O Twitter eventualmente se tornou o site de mídia social mais popular na Venezuela, com os venezuelanos sendo alguns dos maiores usuários do Twitter no mundo.

#### Twitter e Bots
Sob a presidência de Maduro, o governo venezuelano utilizou dezenas de milhares de bots no Twitter para disseminar sua propaganda e ideologia em busca de apoio. O Projeto de Pesquisa de Propaganda Computacional de Oxford descobriu que a Venezuela frequentemente usa bots para disseminar posts nas redes sociais. Outro estudo do Data Science Lab da Universidade Estadual de Utah encontrou tal atividade, com o professor Kyumin Lee afirmando que as descobertas "concluem que há uma aliança de bots". O Twitter desativou cerca de 6.000 bots usados pelo governo venezuelano. Desde 2014, o Ministério do Poder Popular para Comunicação e Informação tem enviado mensagens para serem repetidas por apoiadores, trabalhadores da mídia estatal, ministérios e outras instituições governamentais. O governo venezuelano também criou um aplicativo móvel que retweeta automaticamente os tweets do Presidente Maduro.
Em 31 de janeiro de 2019, o Twitter excluiu milhares de contas falsas vinculadas aos governos do Irã, Rússia e Venezuela, afirmando que as contas atuariam em uníssono para influenciar a política internacional. Aproximadamente 2.000 contas falsas da Venezuela foram excluídas.
Em 29 de setembro de 2019, The New York Times, citando o investigador da Social Science One, Ariel Sheen, relatou que a Venezuela também tinha uma grande presença de contas de fantoches no Facebook que estavam envolvidas em comportamento inautêntico coordenado.

### Impresso
Em 1999, Chávez começou a promover sua revolução por meio da mídia impressa, principalmente em jornais locais como Correo del Presidente, focando as mensagens na transformação da Venezuela em uma nação do primeiro mundo em dez anos.[carece de fontes?]
Em setembro de 2014, dias após ser relatado que alguns jornais privados afirmaram que suas reservas de papel haviam se esgotado, o presidente Maduro anunciou a criação de dois jornais estatais que, segundo ele, o "Vice-Presidente de Publicidade irá ativar um conjunto de brigadas de propaganda para sair às ruas, ao público". Juntamente com os dois jornais estatais propostos, o governo venezuelano publica outros quatro jornais: Correo del Orinoco, Ciudad Caracas, Ciudad Valencia e Ciudad Petare.

### Painéis e Murais

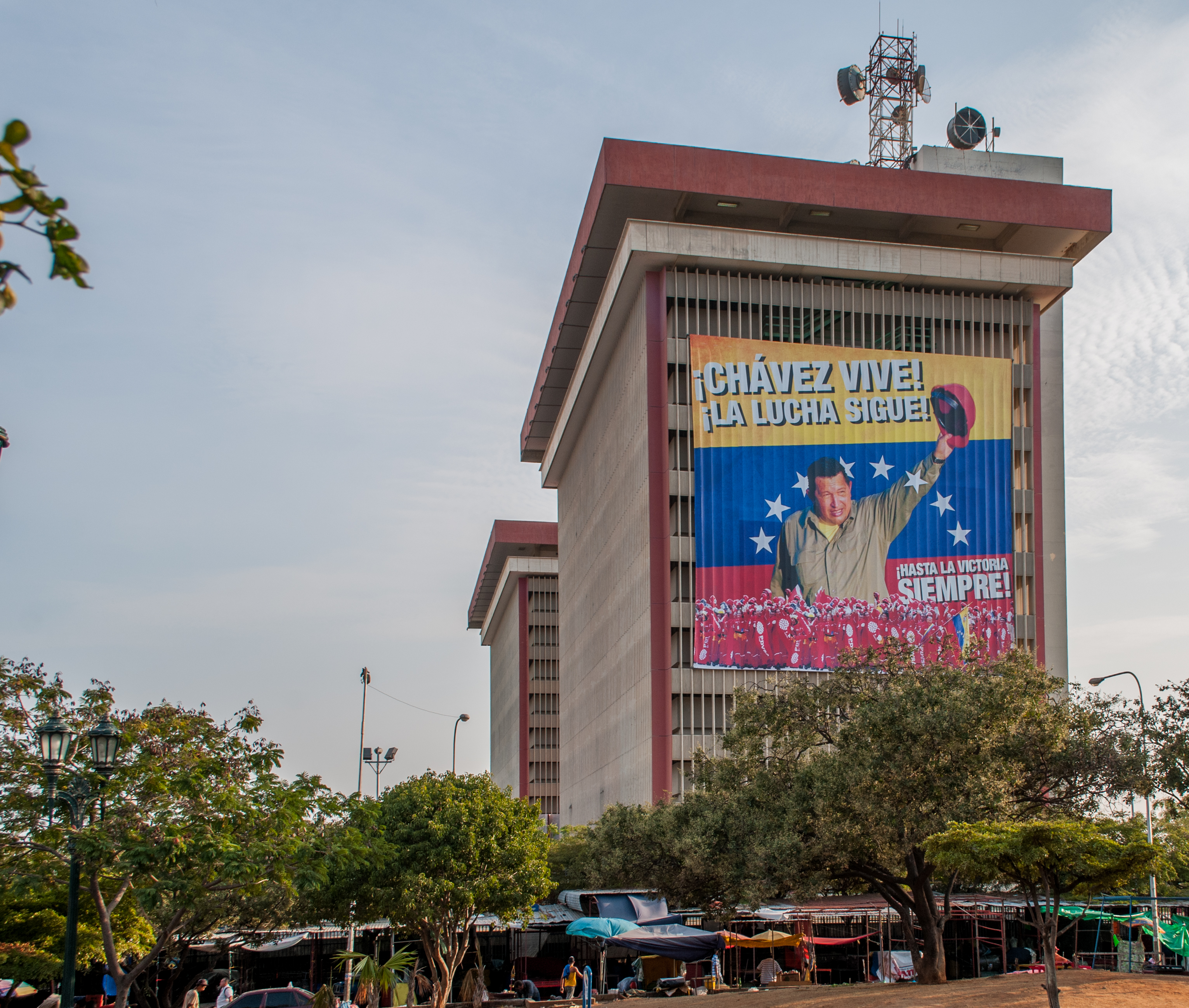
Chavez é visto na sede da Zulia da PDVSA, apesar de uma proibição constitucional de propaganda política em prédios públicos.

Na Venezuela, o rosto de Chávez pode ser visto em dezenas de milhares de outdoors, pôsteres e edifícios em todo o país, geralmente acompanhado por realizações de "reformas socialistas". As imagens são "destinadas a inspirar fervor ideológico, lealdade política e reverência".

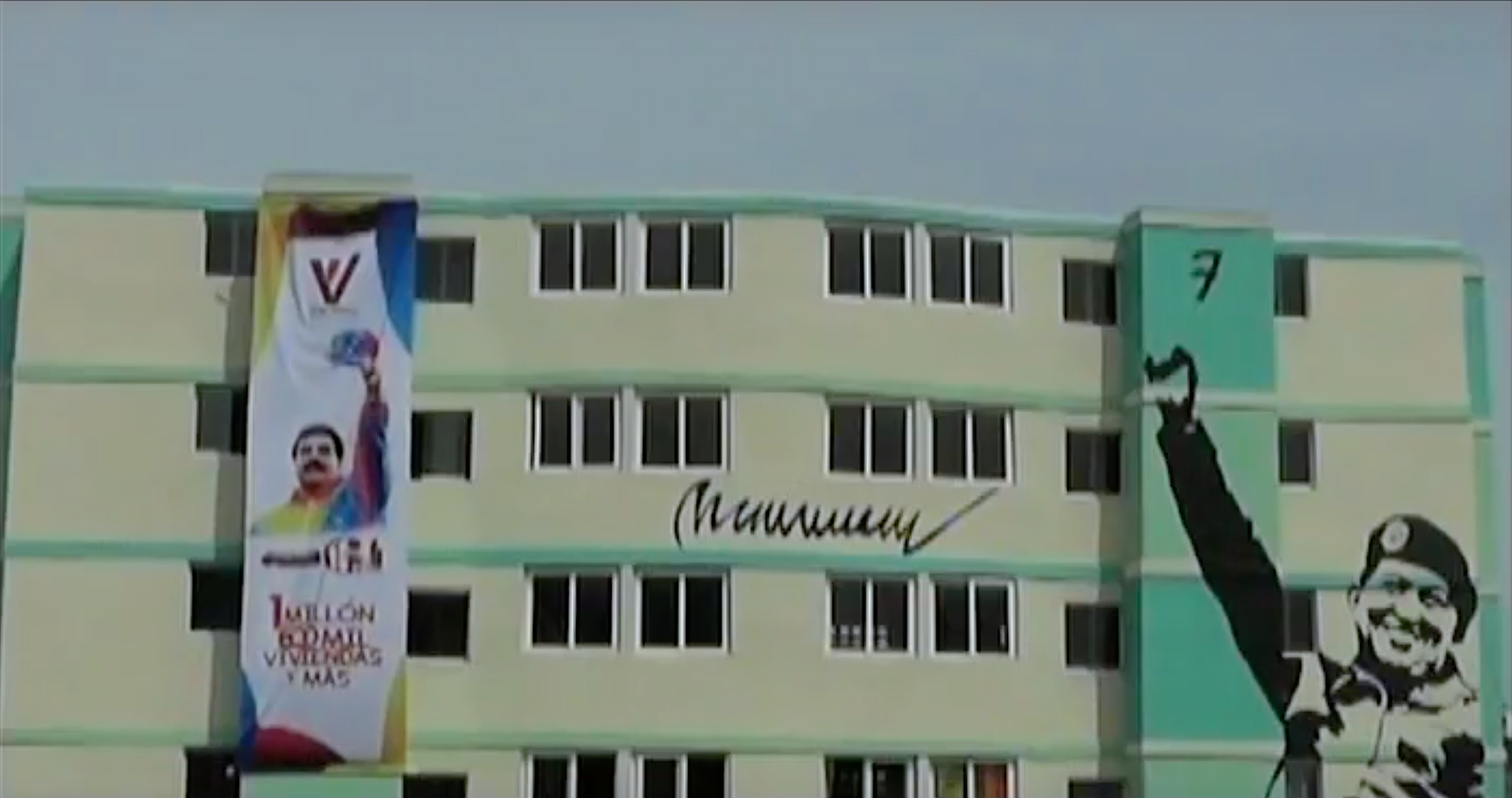
Propaganda é frequentemente incorporada com moradias públicas fornecidas aos cidadãos. Imagens de Chávez e Maduro, bem como a assinatura pintada do Presidente Maduro, cobrem esta instalação de habitação fornecida pelo governo.

O governo venezuelano exige que o "nome, imagem ou figura" de Hugo Chávez seja autorizado antes de ser aplicado em espaços públicos. Na sede da PDVSA em Caracas, grandes banners de Chavez apareceram no prédio, apesar da proibição constitucional de propaganda política em instituições públicas. De acordo com a BBC, existem dezenas de grupos pró-Chavez que aplicam grafite na Venezuela, sendo a maioria deles patrocinada pelo governo. Obras governamentais em imagens são proeminentes em Caracas que ligam libertadores, revolucionários e ícones de esquerda a ideais socialistas. Indivíduos incluídos na imagem do governo são Simon Bolivar, Che Guevara, e Hugo Chávez.
Durante as eleições presidenciais venezuelanas de 2012, a região leste da Venezuela estava coberta de propaganda de Chávez em materiais como outdoors e faixas, supostamente devido à perda de apoio do governo venezuelano na área devido a incidentes em refinarias de petróleo e outros riscos ambientais.

### Cinema

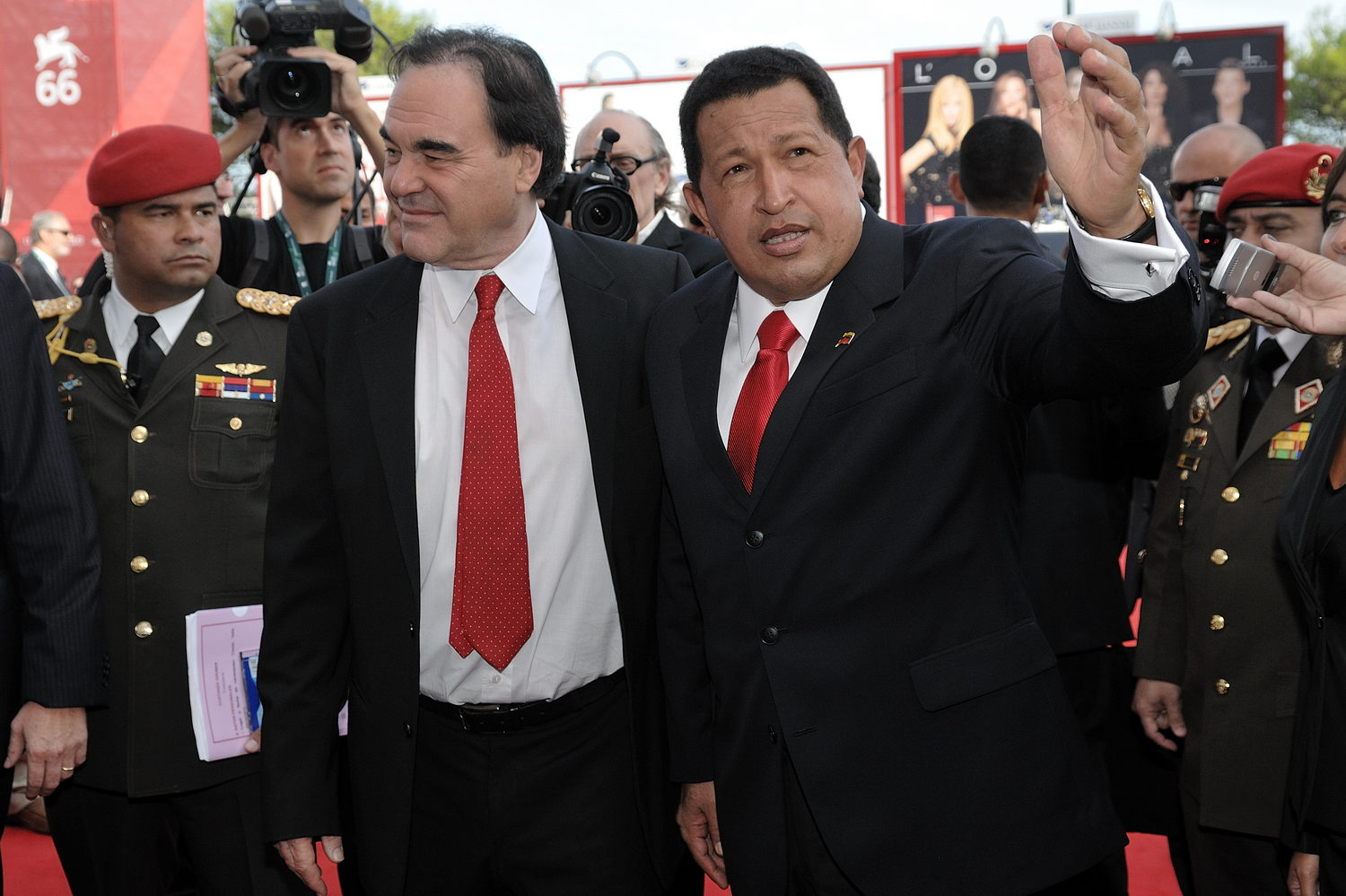
Chávez com Oliver Stone em 2009.

Villa del Cine, um estúdio de cinema e televisão de propriedade estatal iniciado em 2006, também foi criticado como uma "fábrica de propaganda", de acordo com Nichols e Morse e cineastas independentes. Chávez disse que Villa del Cine ajudaria a romper a "ditadura de Hollywood".
O documentário irlandês The Revolution Will Not Be Televised "tornou-se um defensor influente no exterior para a versão de Chávez [do golpe], retratando-o como um herói romântico". Grupos de advocacia do governo bolivariano, como Global Exchange e o Venezuela Information Office, o exibiram em eventos. O governo bolivariano também o usou para construir apoio para Chávez e o filme é frequentemente visto em transmissões de televisão venezuelanas ou é usado durante "conjunturas políticas contenciosas".
Em 2009, Oliver Stone completou um documentário de longa metragem, South of the Border sobre o surgimento de governos populistas na América Latina, apresentando sete presidentes, incluindo Hugo Chávez da Venezuela. Stone esperava que o filme fizesse o resto do mundo ocidental repensar as políticas socialistas na América do Sul, particularmente como estava sendo aplicado por Hugo Chávez. Chávez juntou-se a Stone para a estreia do documentário no Festival Internacional de Cinema de Veneza em setembro de 2009.

### Pesquisas e artigos falsos
O governo venezuelano ou seus simpatizantes entregaram artigos fabricados supostamente do The Chicago Tribune, The New York Times e The Washington Post a jornalistas venezuelanos para que eles reportassem informações distorcidas sobre o 2004 Venezuela recall assinatura da campanha. Pesquisas também foram manipuladas pelo governo venezuelano, com o governo compartilhando três pesquisas, uma da Alfredo Keller & Associates e a outra de um suposto grupo North American Opinion Research, que supostamente mostrava que as empresas venezuelanas não confiavam mais em seus líderes e, em vez disso, se alinhavam com Chávez. Alfredo Keller negou a existência de uma pesquisa de sua empresa, chamando-a de parte da "campanha de desinformação" do governo venezuelano, enquanto o grupo North American Opinion Research acabou sendo considerado uma organização falsa.

## Alegações de conspiração
Segundo The Economist, "conspirações midiáticas têm sido um pilar da propaganda governamental" desde que Chávez foi brevemente deposto em 2002. Após a tentativa de golpe de Estado na Venezuela em 2002, teorias da conspiração do governo venezuelano e seus apoiadores foram direcionadas a um suposto envolvimento dos Estados Unidos no golpe. Foreign Policy afirma que "essa retórica pode ser vital para propagar a mentalidade de sítio que é a principal fonte restante de legitimidade para o regime socialista que Chávez construiu".
A Associated Press declarou que "a administração Chávez tendia a apontar dedos para a CIA ou grupos externos sombrios", enquanto o Presidente Maduro "muitas vezes direcionava a oposição local". Durante o mandato de Chávez, houve 63 supostos complôs de assassinato e golpe, enquanto nos primeiros 15 meses da presidência de Maduro, ele denunciou dezenas. Teorias da conspiração do governo venezuelano raramente envolviam evidências. Alguns membros pró-governo "acusaram conspiradores de usar palavras cruzadas de jornais para se comunicar com inimigos do estado, de desenvolver ferramentas para dar câncer a líderes de esquerda e de tramar 'arruinar o Natal' com um golpe incluído." Durante os protestos venezuelanos de 2014, o presidente Maduro também alegou que os protestos foram "orquestrados e dirigidos por elites políticas e financeiras nos Estados Unidos" e eram um golpe em progresso.
A Associated Press observa que, embora para estrangeiros "as alegações possam parecer exageradas", "as acusações não parecem tão absurdas" para apoiadores do governo. A razão para essas crenças dos apoiadores do governo indica que os venezuelanos estão "bem versados" sobre o envolvimento dos Estados Unidos contra governos de esquerda durante a Guerra Fria e como os Estados Unidos endossaram o golpe de 2002. Segundo críticos, as conspirações apresentadas pelo governo venezuelano desviam a atenção dos problemas domésticos, como uma alta taxa de inflação, alta taxa de homicídios e escassez. Gregory Weeks, professor de ciência política especializado na América Latina na Universidade da Carolina do Norte, disse que teorias da conspiração são "uma maneira pela qual a administração Maduro adicionou paranoia extra à sua estratégia" e que "Chávez também atacou a oposição local, mas ele não sentiu a necessidade de usar teorias da conspiração para fazê-lo".

## Educação
Brian A. Nelson diz em O Silêncio e o Escorpião que a oposição a Chávez "nasceu [quando] um grupo de mães percebeu que os novos livros didáticos de seus filhos eram realmente livros didáticos cubanos fortemente infundidos com propaganda revolucionária". De acordo com Nichols e Morse no livro Venezuela (América Latina em Foco), o "currículo bolivariano" que foi instituído para refletir os objetivos de Chávez estava contra uma lei de 1980 que proibia propaganda política nas escolas. O governo venezuelano lançou 35 milhões de livros para escolas primárias e secundárias chamados Coleção Bicentenário, que têm "conteúdo político" em cada livro, usado por mais de 5 milhões de crianças entre 2010 e 2014. De acordo com Leonardo Carvajal da Assembleia de Educação na Venezuela, a coleção de livros "se tornou uma vulgar propaganda". A historiadora venezuelana Inés Quintero afirmou que em todos os livros de ciências sociais, "há um abuso da história, ... uma clara tendência favorecendo o projeto político atual e os programas políticos do governo". Segundo a Reuters, a primeira página de cada um dos livros didáticos recém-implementados para crianças lê: "Hugo Chávez: Comandante Supremo da Revolução Bolivariana".

## Novo currículo de educação
Em 2007, o governo venezuelano anunciou planos para um novo currículo educacional. A jornalista Andrea Montilla, em El Nacional, afirmou que o novo currículo "busca impor o socialismo como a única ideologia nas escolas". Em 2014, o governo fez um novo esforço para implementar o currículo proposto. Em abril de 2014, o governo solicitou que os estudantes respondessem a questionários com perguntas como "Como você gostaria que fosse a sua escola?" e outras questões envolvendo professores. Havia também perguntas perguntando sobre o "ensino ou aprendizagem de como ajudar a alcançar os objetivos do Plano de la Patria". A Câmara Venezuelana de Educação Privada recusou-se a participar do plano proposto, com seu especialista em educação, Mariano Herrera, alertando que o projeto "tem um viés político". Orlando Alzuru, presidente da Federação Venezuelana de Professores (FVM), disse que "o novo currículo bolivariano também é tendencioso e está sendo usado para adorar a figura de Chávez" e continuou dizendo "[nós] vemos com assombro que o governo está forçando os professores a cantar o hino Patria Querida".
Patricia Andrade, presidente da ONG Venezuela Awareness, afirmou que os novos livros envolvidos no novo currículo do governo "contêm uma alta carga de doutrina ideológica do socialismo" e que "os livros eliminam o pensamento crítico das crianças e criam a base para a doutrinação em uma única ideologia, que é a ideologia da Revolução Bolivariana". Livros de matemática têm "referências frequentes aos programas de benefícios sociais introduzidos por Chávez". Nos livros de história, há apenas uma página explicando os últimos 40 anos de democracia da Venezuela, enquanto há mais de vinte páginas dedicadas a Chávez. De acordo com Maria Teresa Clement, Secretária de Comunicação da Federação Venezuelana de Professores, as mudanças nos livros de história "giram em torno do papel desempenhado por um único presidente [Chávez], como se o registro histórico anterior fosse irrelevante". Outros livros também incluem atitudes anticapitalistas e mostram "setores econômicos do país e os EUA como os grandes inimigos do país". Um texto "assegura que grupos econômicos lançaram um golpe com a ajuda dos Estados Unidos enviando navios para invadir as águas venezuelanas".
Em 2014, uma assembleia de professores nas ilhas de Margarita e Coche exigiu o fim da "doutrinação de crianças por educadores" nos níveis regional e nacional, alegando que os dias entre 5 e 15 de março foram destinados "para adorar o falecido ex-Presidente Hugo Chávez".
A presidente da Câmara Venezuelana de Educação Privada, María Teresa Hernández, afirma que a Resolução 058 do governo é "inconstitucional" e que "busca que os colectivos com projetos políticos do partido governante estejam diretamente envolvidos em escolas públicas e privadas" na Venezuela. Ela continuou dizendo que os estudantes são "muito fáceis de manipular" e precisam desenvolver crenças políticas por conta própria.

## Militares venezuelanos

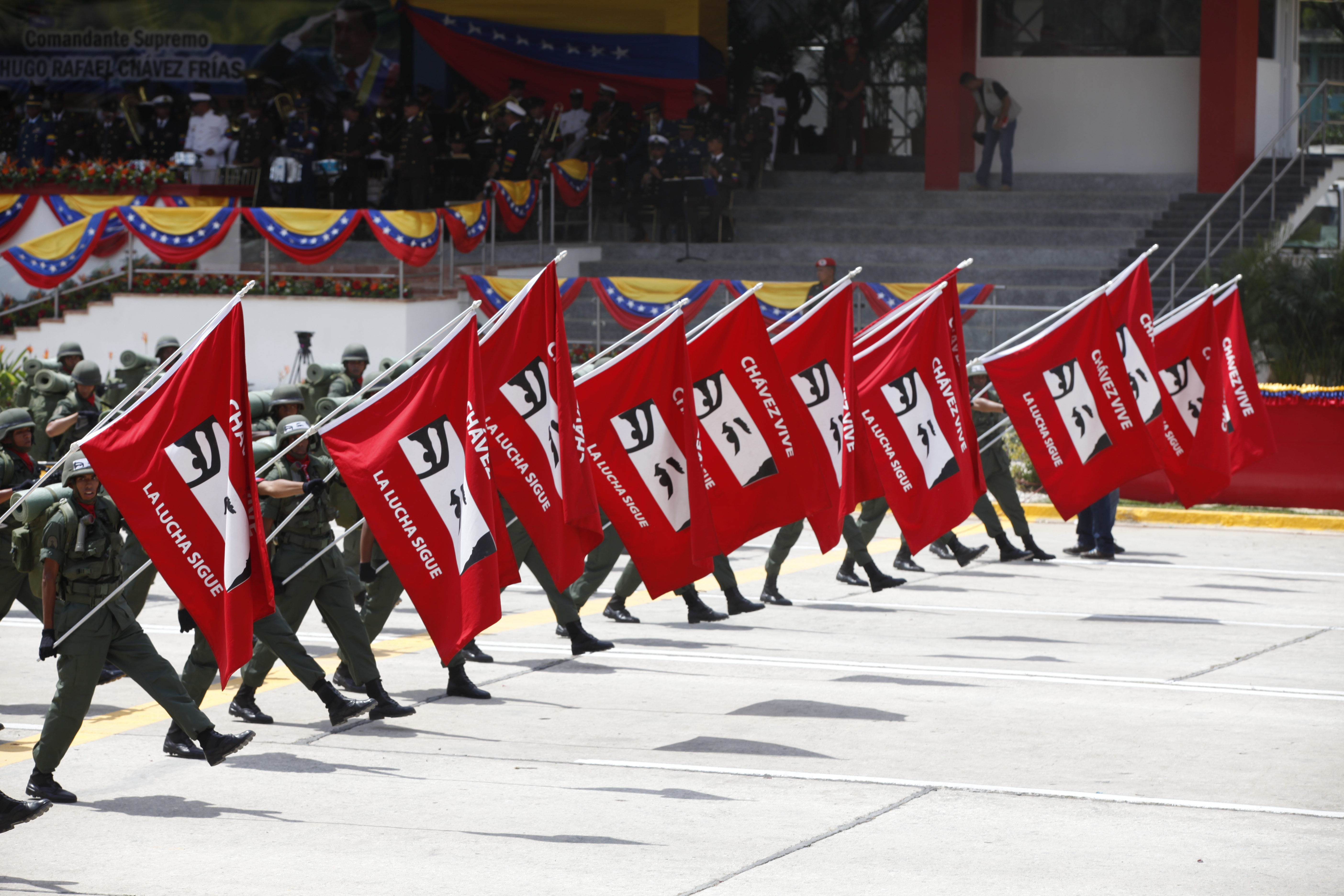
Membros das forças armadas venezuelanas carregando bandeiras com os olhos de Chávez dizendo: "Chávez vive, a luta continua".

Em Os Filhos de Chávez: Ideologia, Educação e Sociedade na América Latina, Manuel Anselmi explica que "Para ter uma ideia da importância da propaganda bolivariana como fonte de educação política alternativa, pode-se usar o testemunho do próprio Hugo Chávez". Chávez explicou como ele "leu os clássicos do socialismo e da teoria militar e estudou o possível papel do exército em uma revolta popular democrática".

## Eleições

### Campanhas eleitorais de Chávez
A maneira como Chávez projetou o sistema eleitoral e a rápida taxa de eleições o beneficiou, já que sua oposição não tinha a mesma quantidade de recursos e financiamento que ele tinha. Durante as campanhas eleitorais, Chávez foi retratado de várias maneiras; como sendo um atleta, por exemplo. Um anúncio promovendo moradias construídas pelo governo contou a história de um homem que recebeu uma casa e fez a afirmação: "Primeiro Deus, depois meu comandante" (referindo-se a Chávez com o último termo). Sua "propaganda eleitoral" também envolveu murais, efígies e artes representando os olhos de Chávez.
De acordo com William J. Dobson, autor de The Dictator's Learning Curve: Inside the Global Battle for Democracy, "Chávez não temia as eleições; ele as abraçava" porque "[e]m vez de fraudar as urnas, Chávez entendeu que ele poderia inclinar o campo de jogo o suficiente para tornar quase impossível derrotá-lo". Dobson continuou dizendo que "Os cofres de campanha de Chávez eram alimentados por fundos opacos contendo bilhões em receita de petróleo. A dominação do governo nos meios de comunicação silenciava a oposição."

### Campanhas eleitorais de Maduro

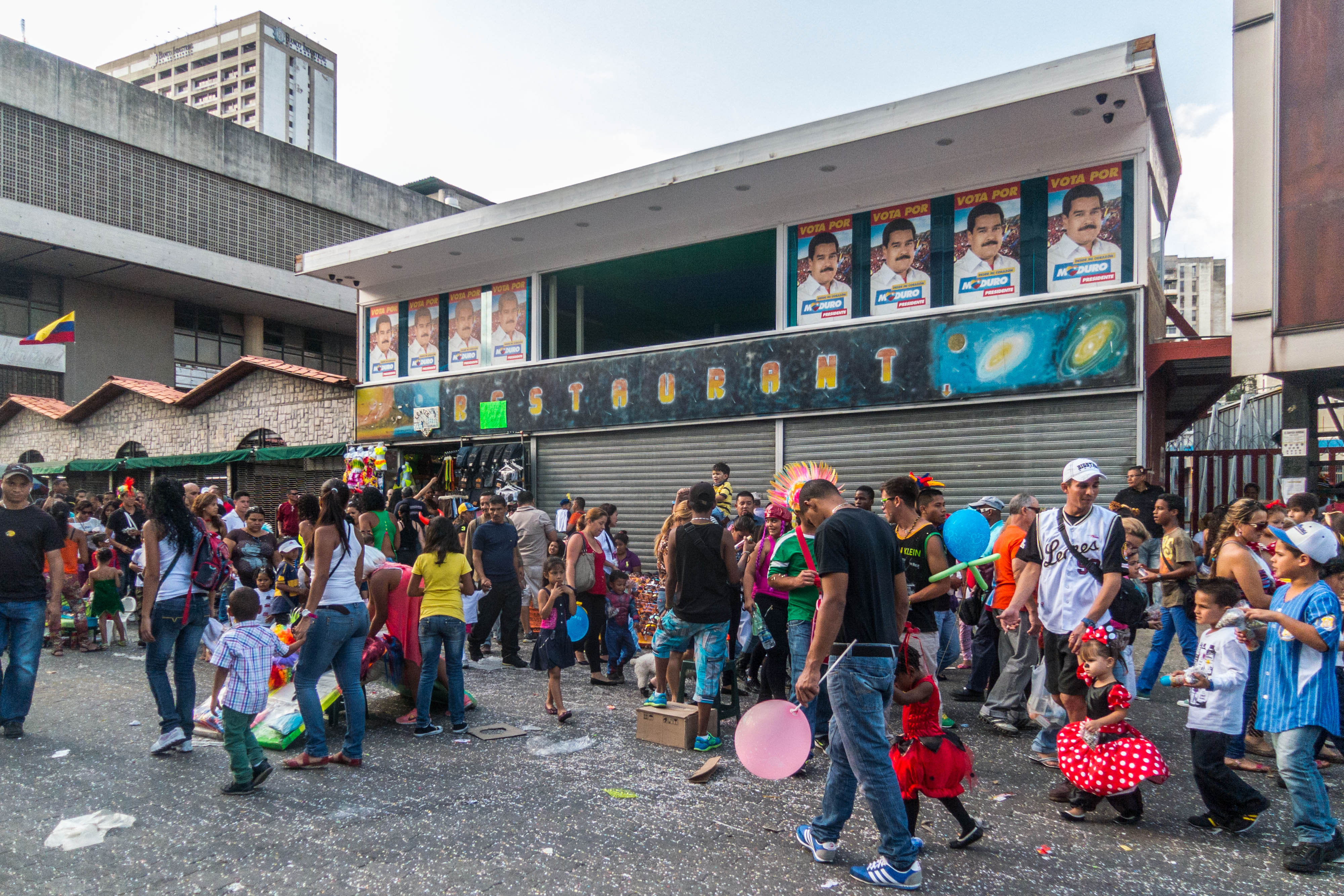
Vários cartazes de Nicolás Maduro da eleição presidencial de 2013.

De acordo com a Organização dos Estados Americanos' Comissão Interamericana de Direitos Humanos, Nicolás Maduro "continuou a usar transmissões obrigatórias de rádio e televisão para transmitir mensagens do governo" e que "o uso de transmissões nacionais obrigatórias se intensificou durante a campanha e nos dias seguintes às eleições presidenciais de abril de 2013, interrompendo discursos ou conferências de imprensa de líderes de grupos de oposição ao governo em várias ocasiões".
Andrés Oppenheimer afirmou em um artigo no Pittsburgh Tribune-Review que Maduro teve uma vantagem muito maior nas eleições presidenciais de 2013, dizendo que as eleições foram "um dos concursos eleitorais mais desiguais em tempos recentes". Oppenheimer disse que quando Maduro estava atuando como presidente interino, ao estender o luto pela morte de Hugo Chávez, ele deu "uma enorme vantagem de propaganda a Maduro". Ele também explicou que Maduro tinha "uma vantagem de mais de 10-1 em tempo de propaganda televisiva", onde Capriles tinha apenas 4 minutos de publicidade por dia, Maduro tinha os mesmos 4 minutos, 10 minutos para anúncios de serviço público do governo e um tempo ilimitado para discursos "obrigatórios de transmissão nacional".
Após as eleições presidenciais de 2018, o Presidente Maduro foi observado na mídia estatal acenando para um suposto público durante um discurso de vitória, embora filmagens posteriores mostrassem que ele estava acenando para uma multidão imaginária, em um gesto descrito como uma manobra de propaganda.

## Internacional

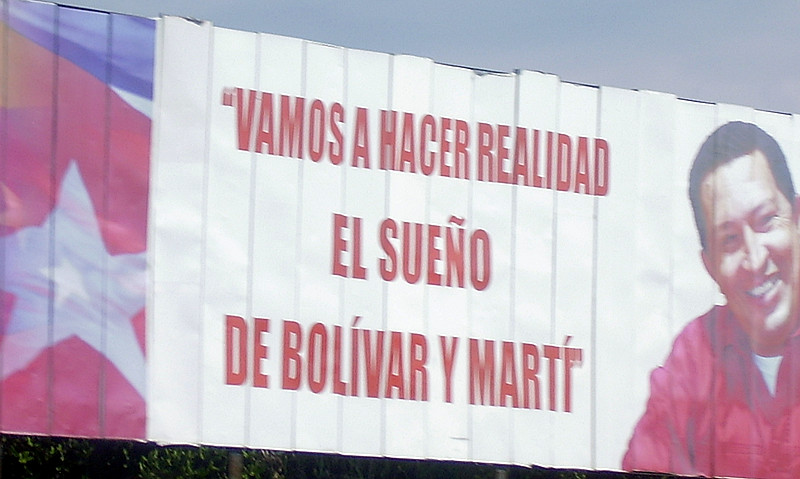
Um outdoor em Havana mostrando a Bandeira Cubana e Chávez, incluindo a frase: "Tornaremos realidade o sonho de Bolívar e Marti".

Em The Rhetoric of Soft Power: Public Diplomacy in Global Contexts por Craig Hayden, é explicado que a Venezuela está "bem posicionada para desenvolver programas de comunicação estratégica, dada a sua receita relacionada ao petróleo" e que a Venezuela "investiu recursos consideráveis" a fim de "ampliar as possibilidades da 'Revolução Bolivariana' para a integração regional". O governo bolivariano também usava "declarações de apoio de regimes aliados" enquanto esses regimes "rotineiramente se apoiavam publicamente, dando credibilidade à sua propaganda e desacreditando conjuntamente os meios de comunicação ocidentais e governos estrangeiros não aliados, a fim de minimizar o impacto de futuras críticas". O governo bolivariano também utilizou o apoio de "chefes de estado e celebridades internacionais de esquerda, como Naomi Campbell, Danny Glover, e Sean Penn" para fins de propaganda.

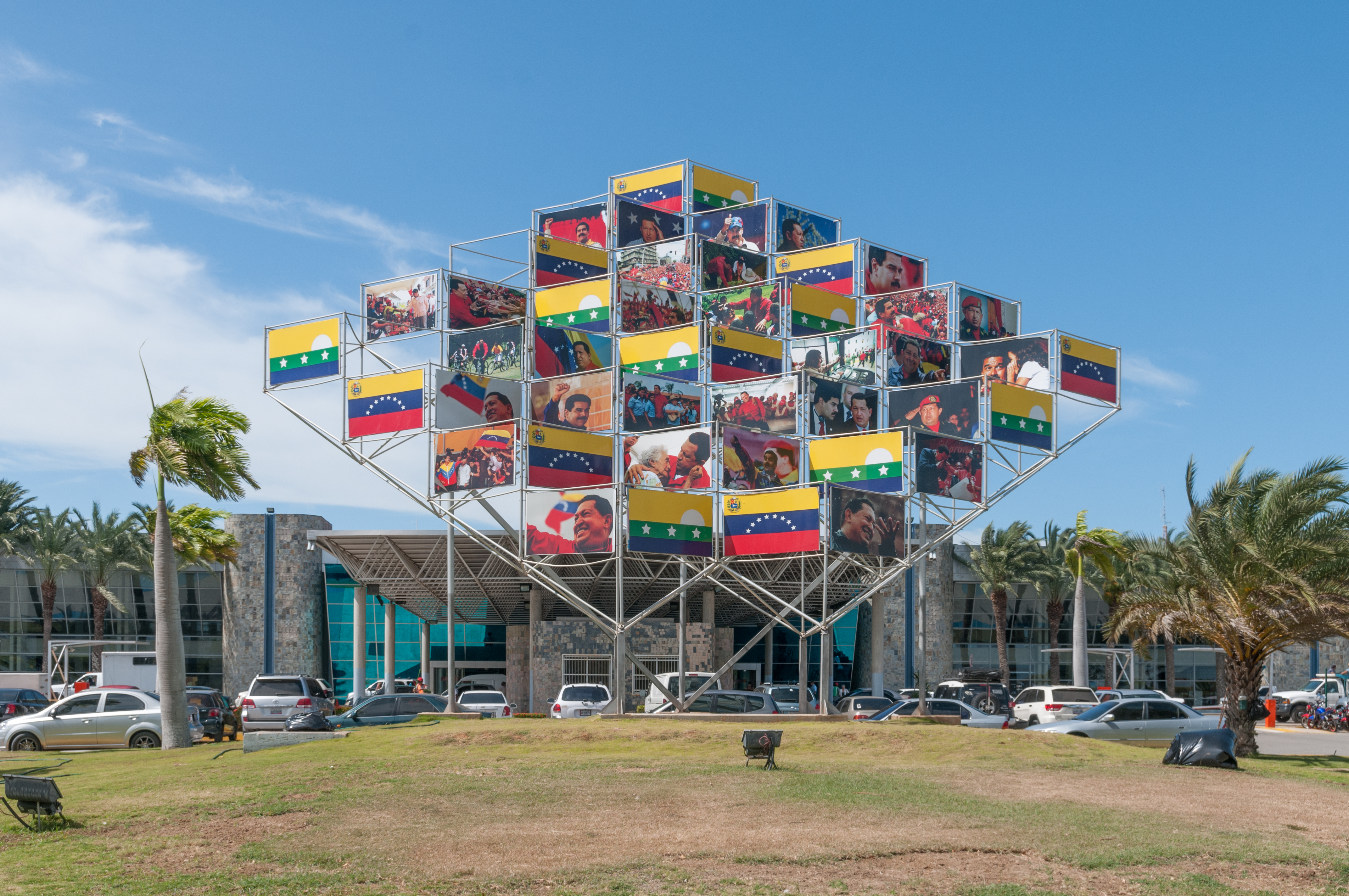
Aeroporto Internacional Santiago Mariño, com imagens de Nicolás Maduro e Hugo Chávez.

Em 2001, o Subsecretário de Estado dos EUA para Assuntos do Hemisfério Ocidental, Peter F. Romero, declarou que a "propaganda bolivariana" de Chávez e do então secretário de defesa José Vicente Rangel não era apenas verbal, havia "indicações de que o governo de Chávez apoiou movimentos indígenas violentos na Bolívia e, no caso do Equador, membros do golpe militar" e chamou ambos os indivíduos de "agitadores profissionais".

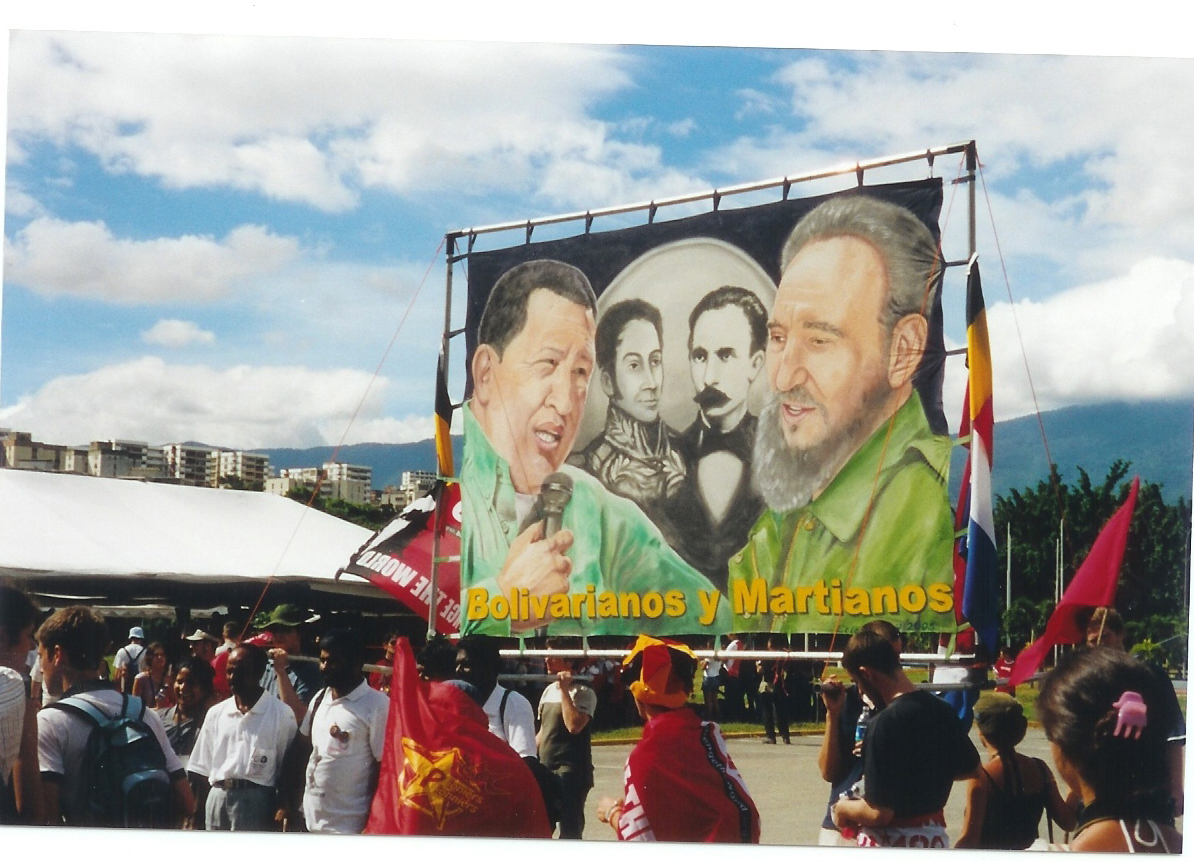
Uma faixa exibida durante o Festival Mundial da Juventude e dos Estudantes de 2005 mostrando Chávez e Castro ao lado de Bolívar e Martí, dizendo: "Bolivarianos e Martinianos".

### Aruba
De acordo com Mary O'Grady, editora do The Wall Street Journal, o oficial venezuelano Hugo Carvajal "havia sido enviado [para Aruba] para se tornar cônsul venezuelano e espalhar a propaganda bolivariana".

### Brasil
Em novembro de 2014, o Ministério Público Federal do Brasil acusou Elías Jaua de levar 26 crianças do Brasil desde 2011 "a fim de serem doutrinadas na revolução bolivariana" e alegadamente foram usadas para brigadas de comunicação do governo venezuelano.

### Canadá

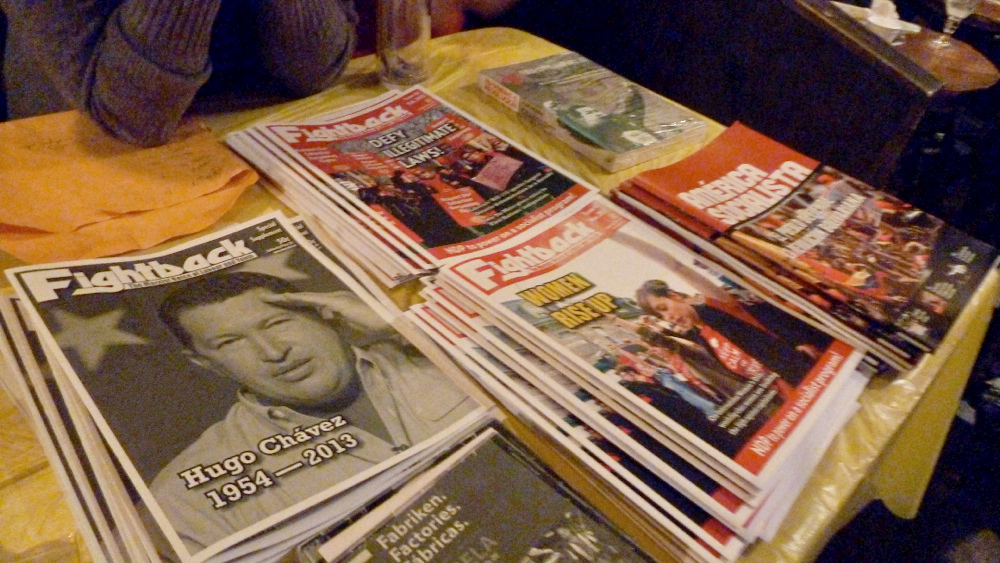
Publicações sobre socialismo e Hugo Chávez em um encontro do Círculo Bolivariano no Canadá.

Segundo o Center for a Secure Free Society, existe uma "agenda bolivariana" no Canadá que usa estratégias de "soft power", como aquelas através dos Círculos Bolivarianos, para influenciar a solidariedade. Algumas dessas estratégias incluem a criação de centros culturais simpáticos que "promovem artes revolucionárias", criando conferências ou cursos universitários pró-revolucionários possivelmente financiados pelo estado, direcionando profissionais para que possam ser apoiados na mídia ou depoimentos parlamentares e possivelmente apoio político ou financeiro a grupos solidários que organizam eventos culturais e protestos.

### Equador
Em um relatório do El Nuevo Herald, ex-funcionários da inteligência venezuelana do SEBIN apresentaram evidências de que o governo venezuelano supostamente trabalhou através dos programas Patriotas Cooperantes e Missão Bairro Seguro para "promover sua ideologia revolucionária" através de membros dos programas. Ex-funcionários do SEBIN também afirmaram que alguns membros do programa também estavam "fornecendo informações sobre possíveis inimigos do processo revolucionário".

### México

#### Campanha presidencial de Andrés Manuel López Obrador
Segundo o La Crónica de Hoy, em 2006, estudantes apoiados por agentes venezuelanos imprimiram "propaganda bolivariana em favor de Andrés Manuel López Obrador", um candidato presidencial de esquerda. Círculos Bolivarianos foram formados e receberam "apoio econômico, aconselhamento logístico e instrução ideológica de ativistas treinados pelo governo venezuelano" e tinham ligações, segundo relatórios de inteligência, com FARC, o Exército Revolucionário Popular e o Ejército Revolucionario del Pueblo Insurgente ( es).

### Palestina
Em novembro de 2014, estudantes palestinos que aspiravam ser médicos foram aceitos na Venezuela através do Programa de Bolsas Yasser Arafat do governo venezuelano para obterem diplomas de medicina. Meses depois, em julho de 2015, dezenas de estudantes já haviam deixado a Venezuela e começaram a abandonar o programa, afirmando que o programa do governo venezuelano "consistia apenas em aulas de espanhol e doutrinação sobre a revolução socialista de 16 anos da Venezuela". A partida dos estudantes resultou na paralisação do programa.

### Peru

#### Aliança Chávez-Humala
Pablo Iglesias Turrión, Juan Carlos Monedero e outros líderes do partido político espanhol Podemos foram acusados de disseminar ideologias bolivarianas devido ao seu apoio ao governo venezuelano e aos alegados fundos adquiridos da Venezuela.

 O jornal espanhol El Imparcial chamou Podemos de "exportação da revolução com resultados lamentáveis", dizendo que o partido está "a serviço da ideologia Chávez". O jornal também afirmou que a "imprensa do governo venezuelano está muito orgulhosa de ter exportado seu produto ideológico e de ter estabelecido uma cabeça de ponte" na Espanha através do Podemos. O embaixador venezuelano na Espanha, Mario Isea, também afirmou que a ascensão do Podemos e de outros partidos de esquerda poderia ser uma "plataforma de transmissão" do Chavismo na Espanha e na Europa em uma reunião do PSUV após o primeiro-ministro espanhol, Mariano Rajoy, denunciar a prisão do líder da oposição Leopoldo López.

### Reino Unido
A Campanha de Solidariedade da Venezuela é apoiada por todos os principais sindicatos do Reino Unido, bem como pela liderança do Partido Trabalhista, e membros proeminentes do Gabinete Sombra.

### Estados Unidos
Entre 2004 e 2009, a Venezuela gastou cerca de 1 bilhão de dólares em propaganda dirigida ao público nos Estados Unidos e em países ocidentais. Gustavo Coronel, escrevendo em Human Events, disse que Chávez tem uma cara e "intensa máquina de propaganda" operando via Embaixada Venezuelana nos Estados Unidos que tentava dizer aos americanos "que Hugo Chávez é universalmente amado pelos venezuelanos enquanto os Estados Unidos são amargamente odiados". Um programa da Citgo de 2005 a 2009 para doar óleo de aquecimento para famílias carentes nos Estados Unidos foi visto por críticos "como uma jogada de propaganda".

#### Global Exchange
Em A Ameaça Mais Próxima: Hugo Chávez e a Guerra Contra a América, um dos métodos de propaganda do governo venezuelano discutidos incluiu o uso de turismo focado politicamente para americanos. O governo venezuelano chamou o grupo de defesa Global Exchange para atrair cidadãos dos Estados Unidos com pacotes de viagem com desconto. De acordo com o Centro de Pesquisa Capital, a Global Exchange esteve "liderando grande parte da campanha de propaganda da Venezuela nos EUA", oferecendo o que eram chamados de "passeios da realidade" aos americanos. As excursões foram descritas como sendo Potemkin-like por um diplomata europeu, sendo "planejadas até o último detalhe" para promover a Revolução Bolivariana e sentimentos anti-americanos aos turistas. O The New York Times e a BBC News afirmaram que os passeios também incluíram encontros com ativistas venezuelanos, como Eva Golinger, líderes comunitários, e os turistas assistiram ao documentário aprovado por Chávez A Revolução Não Será Televisionada.

#### Venezuela Information Office (VIO)

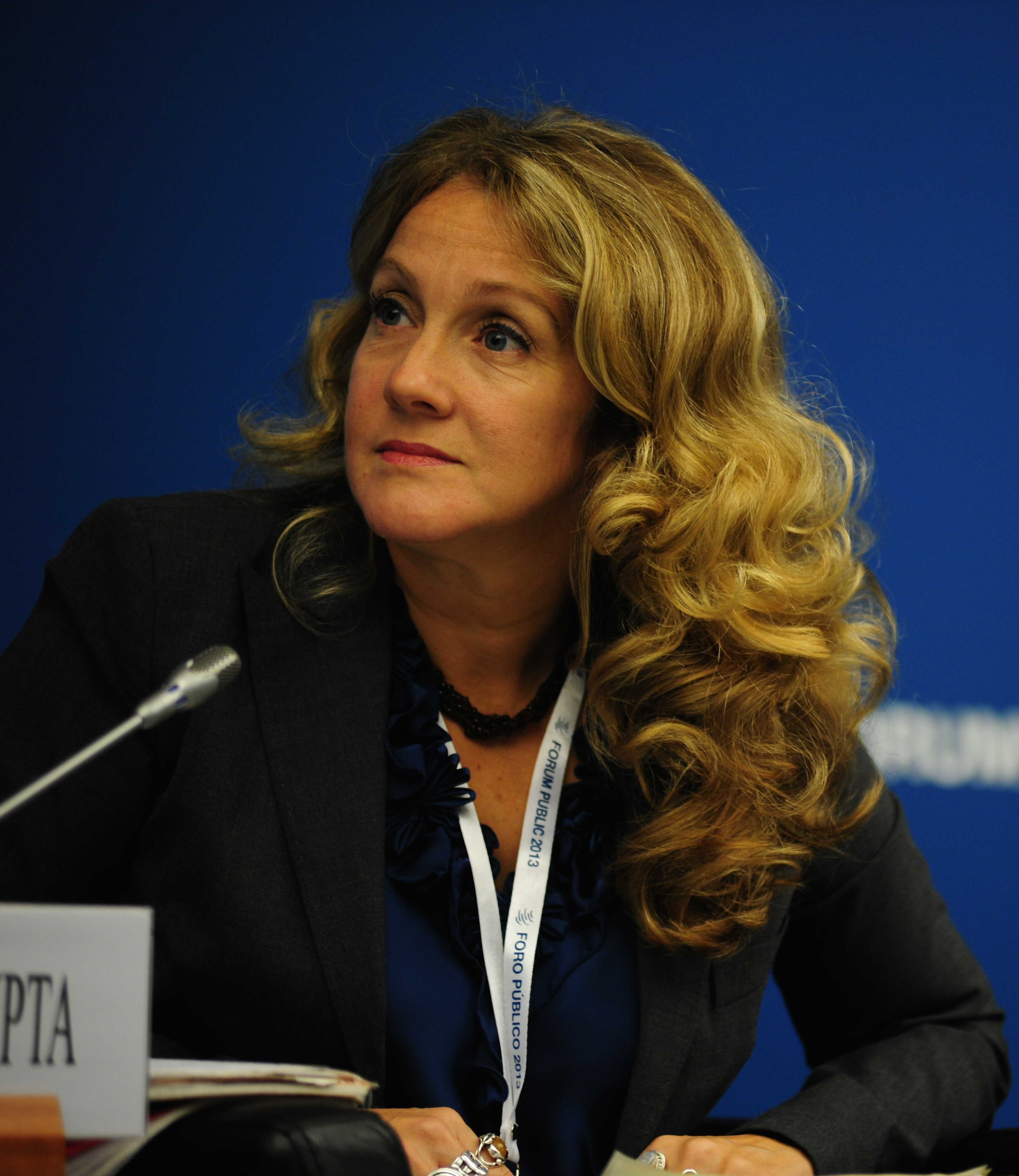
Deborah James, que foi a diretora do VIO por mais tempo, está envolvida com a Global Exchange e a CEPR.

O Venezuela Information Office (VIO) foi uma agência de lobby baseada em Washington, DC que tinha como missão declarada "prevenir a intervenção dos EUA na Venezuela" e "melhorar a percepção da Venezuela pelo povo americano, gerenciando o processo de comunicação através da mídia". Fundado em julho de 2003 pelo governo venezuelano, o VIO foi financiado pelo governo venezuelano e, portanto, registrou-se no Departamento de Justiça dos Estados Unidos sob a Foreign Agents Registration Act, um ato para deter poderes estrangeiros que buscavam vantagem econômica ou política influenciando a tomada de decisões governamentais. Em setembro de 2003, o VIO entrou em contato com a Global Exchange para "garantir o sucesso" de sua campanha e também discutir "ideias para estratégias sobre a Venezuela" e "começar conferências telefônicas de grupos de solidariedade". Em 2004, uma ex-Diretora de Economia Global da Global Exchange, Deborah James, tornou-se diretora executiva do VIO.
Críticos do governo venezuelano afirmam que o VIO foi usado para propaganda nos Estados Unidos, afirmando que o VIO foi usado para uma das "modernas técnicas de propaganda" de Hugo Chávez e que "distribuíram panfletos pró-Chávez em manifestações anti-globalização, organizaram delegações de ativistas para fazerem 'tours de realidade' na Venezuela e incentivaram cinemas alternativos a mostrar um filme de propaganda sobre Chávez chamado A Revolução Não Será Televisionada".
Uma parte chave da função do VIO era responder à cobertura negativa da Venezuela na mídia dos EUA. Além de manter um site público e um blog, o VIO promoveu suas visões na mídia de várias maneiras, incluindo emissão de comunicados à imprensa e contribuição com artigos, como respostas ao relatório de 2008 da Human Rights Watch sobre a Venezuela. De acordo com registros públicos, o VIO gastou $379.000 fazendo lobby no Congresso dos EUA nos anos de 2004 a 2007 e recebeu cerca de $4.308.400 do governo venezuelano entre maio de 2004 e agosto de 2008. Em 2004, o VIO também contratou a empresa de relações públicas Lumina Strategies' Michael Shellenberger, um ex-empregado da Global Exchange, para melhorar a imagem de Hugo Chávez e do governo venezuelano nos Estados Unidos, apoiando e coordenando o trabalho de relações com a mídia do VIO.

#### Centro de Pesquisa Econômica e Política (CEPR)

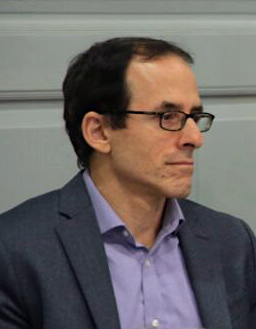
Mark Weisbrot, co-fundador do CEPR

O Centro de Pesquisa Econômica e Política (CEPR) é um think tank sediado em Washington que tem sido descrito como um "apoiador e apologista" do falecido Hugo Chávez que "consistentemente elogia as supostas conquistas de regimes socialistas, mais notavelmente a Venezuela".[carece de fontes?] Thor Halvorssen, fundador da Human Rights Foundation, descreveu o co-fundador do CEPR, Mark Weisbrot, como um dos "anões intelectuais que trabalharam por anos como propagandistas do governo Chavista".
Em 2003, quando o VIO foi fundado, contactou várias vezes o CEPR, pedindo que fosse seu co-patrocinador e o CEPR "mostrou interesse imediato" na missão do VIO,[carece de fontes?] com o David Levy do CEPR registrando o site do VIO e tornando-se seu administrador em Julho de 2003. No dia em que o VIO se registrou no Departamento de Justiça, o co-diretor do CEPR e assessor de Hugo Chávez, Mark Weisbrot, assinou uma carta "para a comunidade de financiadores progressistas" sobre doações a grupos como o VIO. Um ano depois, após o referendo de revogação de 2004 na Venezuela, o VIO contatou o CEPR em 22 de Setembro de 2004, entregando-lhe um relatório do governo venezuelano para compartilhar sobre o referendo, com o CEPR publicando um relatório semelhante no dia seguinte que foi então compartilhado pelo VIO com seus seguidores. O VIO contatou o CEPR em várias ocasiões separadas por diversos motivos, como responder a mídia negativa sobre a Venezuela, pedir que Weisbrot falasse em um informe ao Congresso, encontrar-se com ministros venezuelanos e participar de discussões em painéis.
Robert Naiman, um ex-analista sênior de políticas do CEPR, juntou-se mais tarde ao VIO com a ex-funcionária da Global Exchange Deborah James, que então se tornou diretora executiva do VIO. James e um colega do VIO, Alexander Main, começaram a trabalhar para o CEPR após o encerramento do VIO e continuam seu trabalho com o CEPR hoje.

#### Venezuelanalysis

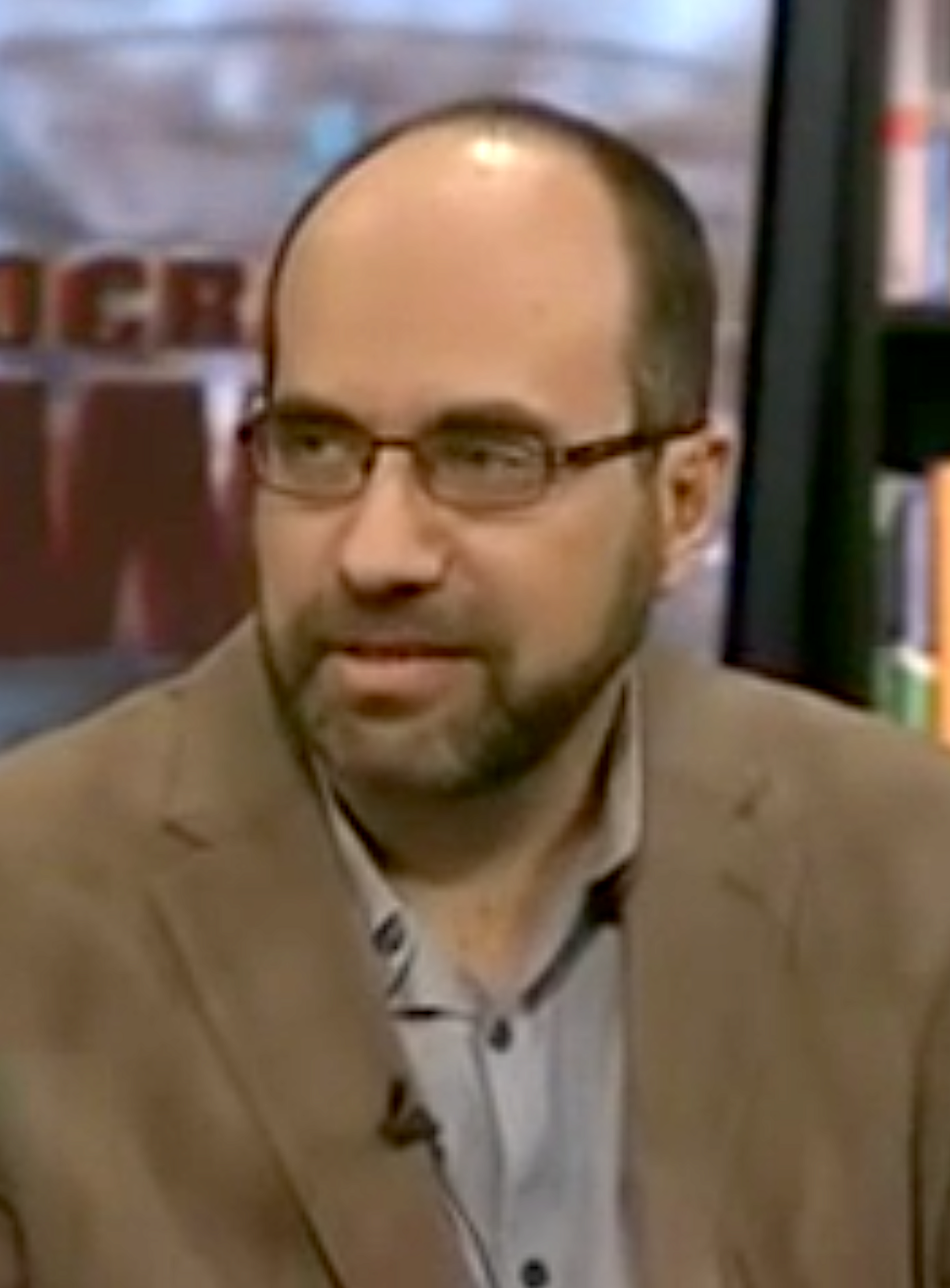
Gregory Wilpert, fundador do Venezuelanalysis

Venezuelanalysis é um site pró-Bolivariano estabelecido em 2003 após a tentativa de golpe de Estado na Venezuela em 2002, com o site sendo fundado com a assistência do governo Bolivariano. O site é liderado por Gregory Wilpert, com o GlobalPost descrevendo Wilpert como "talvez o mais proeminente Chavista", apelidando-o de "defensor de Chávez". Em maio de 2004, o governo dos Estados Unidos colocou o Venezuelanalysis em uma lista de sites de propaganda usados pelo governo venezuelano.[carece de fontes?] Segundo Brian Nelson, autor de O Silêncio e o Escorpião, Wilpert, de acordo com indivíduos no governo venezuelano, era "uma parte integral do complexo de propaganda da Venezuela e chave para sua missão de serviço externo nos Estados Unidos", com Wilpert trabalhando com Global Exchange, o Venezuela Information Office (VIO) e seu site Venezuelanalysis.com. Nelson também afirma que o Venezuelanalysis "tentou desacreditar praticamente todos os estudos independentes de direitos humanos" durante o mandato de Hugo Chávez sempre que o governo Bolivariano era criticado.

## Culto de personalidade de Hugo Chávez

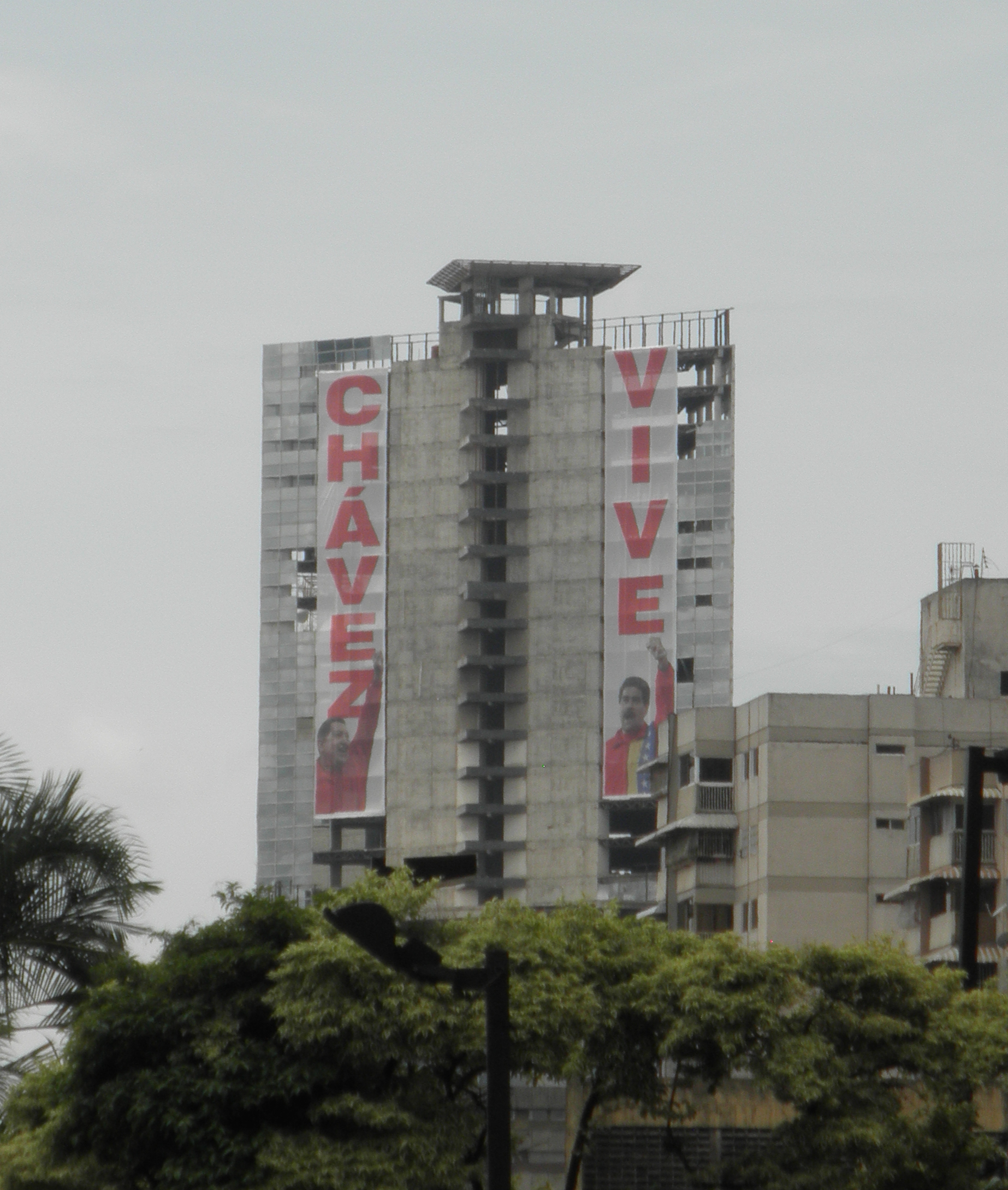
Centro Financiero Confinanzas, o terceiro edifício mais alto da Venezuela, coberto por faixas que dizem "Chávez Vive" e apresentando o sucessor de Chávez, Nicolás Maduro.

Na Venezuela, foi criado um culto de personalidade em torno do falecido presidente Hugo Chávez, onde seus apoiadores o veneram. Chávez recebeu grande parte de seu apoio por meio de seu carisma e ao gastar os fundos do petróleo da Venezuela com os pobres. Desde sua morte, seguidores conhecidos como "Chavistas" referem-se à sua morte como uma "transição para a imortalidade", chamando comumente Chávez de "o Gigante", "o Eterno", "comandante eterno" e "El Comandante". Há paralelos entre a veneração de Chávez com a de Evita Peron na Argentina e Kim Jong-il da Coreia do Norte.
Tomas Straka da Universidade Andres Bello, explica que o culto de personalidade de Chávez começou após as tentativas de golpe de Estado na Venezuela em 1992 lideradas por Chávez, com Straka explicando que alguns venezuelanos "não viram solução para seus problemas mais fundamentais e viram em Chávez um salvador, ou um vingador daqueles grupos que não tinham esperança". Desde o início do mandato de Chávez em 1999, o governo venezuelano manipulou o público venezuelano com programas sociais retratando-o como um grande líder para o povo. As lutas que Chávez enfrentou ao longo de sua presidência, como a tentativa de golpe de Estado na Venezuela em 2002, também atraíram compaixão de seus seguidores, o que impulsionou seu apoio. De acordo com um estudioso da América Latina da Universidade da Califórnia em Santa Bárbara, Juan Pablo Lupi, a criação do culto de personalidade de Chávez foi "muito bem encenada, todo esse processo de mitificação e apelo aos sentimentos e sentimento religioso do povo. Isso é algo que é quase religioso". A explicação de Lupi sobre o culto de personalidade de Chávez foi semelhante às de Juan Carlos Bertorelli, diretor criativo de uma empresa de marketing em Caracas e Larry Birns, o diretor do Conselho de Assuntos Hemisféricos. Carlos Bertorelli afirmou que o governo bolivariano criou um culto de personalidade em torno de Chávez para "manter uma presença que os legitima" enquanto Birns afirmou que "Para muitos no movimento, Chavez, ou o movimento dos Chavistas em direção a uma postura religiosa, é menos uma questão de fé do que uma questão de estratégia".

### Imagem Religiosa

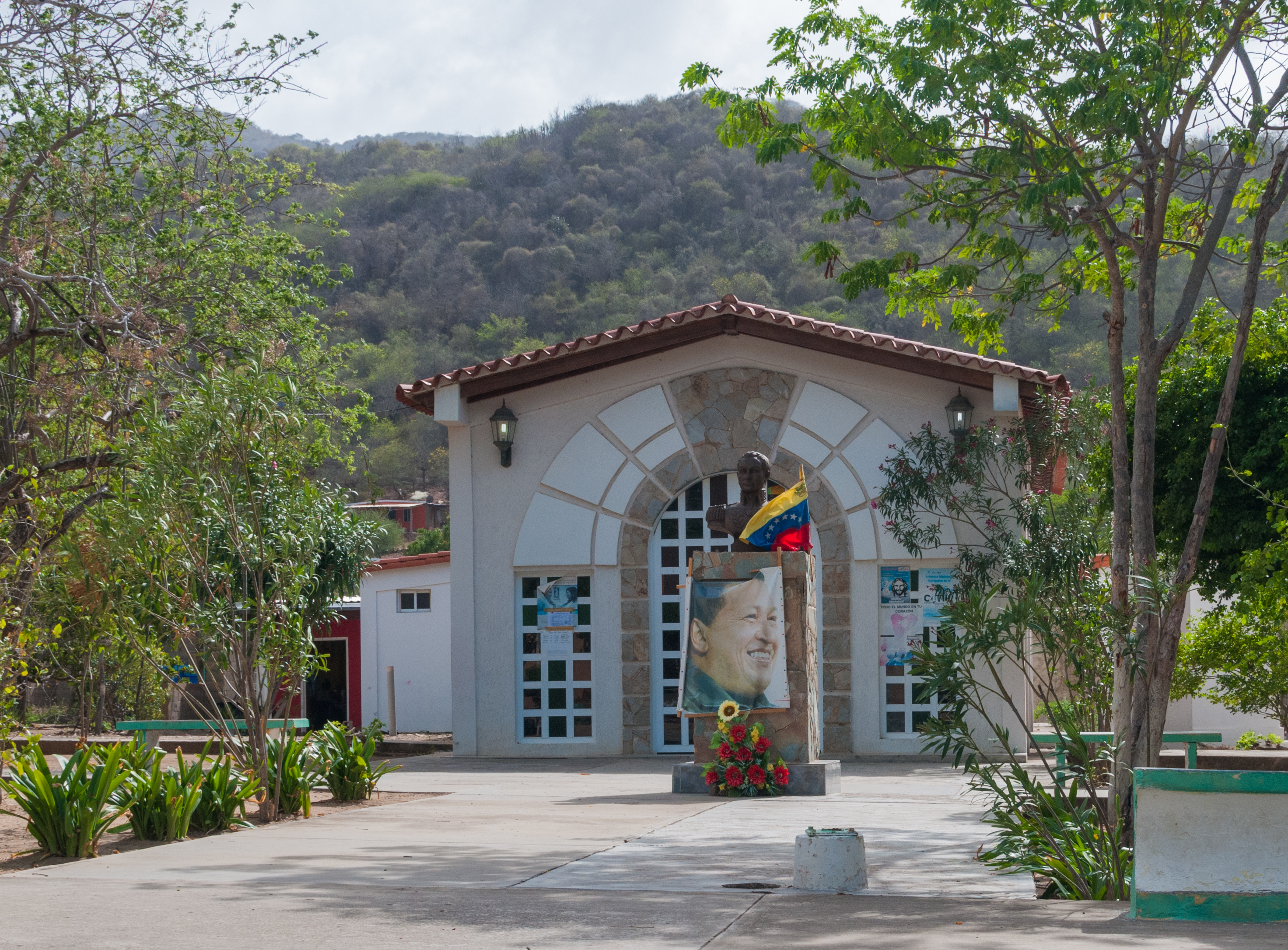
Imagens de Chávez e Simón Bolívar do lado de fora de uma igreja, com tais igrejas professando que "Chávez vive em nós para sempre".

A Associated Press afirma que "o legado de Chávez assumiu um brilho religioso na Venezuela" e que "terços adornados com o rosto de Chávez, santuários e imagens retratando-o com uma cruz cristã tornaram-se comuns". Segundo a Foreign Policy, essa "veneração quase religiosa de Chávez por seus camaradas não é conhecida por sua sutileza", afirmando que seguidores de María Lionza assim como aqueles que praticam Santería começaram a venerar Chávez após sua morte.
Em 2014, envolvidos na educação e na oposição ao governo acusaram o novo currículo educacional da Venezuela de fazer Chávez parecer "messiânico", como o "libertador da Venezuela", e como "o novo Deus". Em um relatório sobre o funeral de Chávez, o Spiegel Online escreveu: "Sua última procissão também é uma maratona de TV, apresentada no tom de um sermão, durante o qual Chávez, o lutador pela liberdade Simón Bolívar e Jesus Cristo se fundem em uma só pessoa".

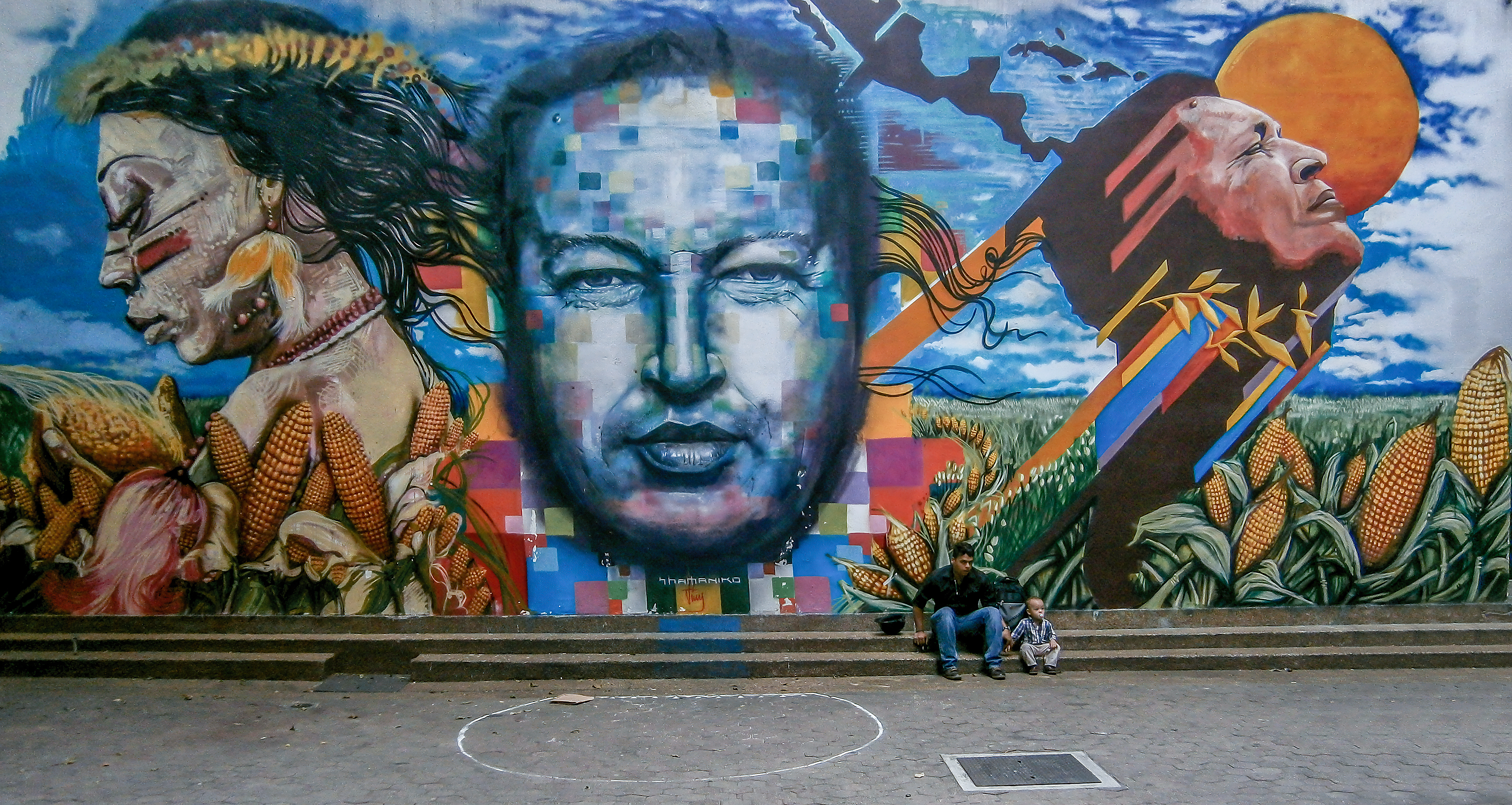
Mural de Chávez e sua ascensão ao céu.

Desde a morte de Chávez, controvérsias em torno de sua adoração surgiram, incluindo a recitação da versão modificada do Pai Nosso do Comitê de Comunicação e Propaganda do PSUV-Táchira em um encontro do PSUV. A CNN informou que cristãos na Venezuela se sentiram ofendidos, dizendo que "as palavras de uma oração encontradas nos livros de Mateus e Lucas na Bíblia não devem ser alteradas para propaganda política ou quaisquer outros propósitos". Outra reação doméstica veio do jornal venezuelano La Verdad, que comparou o ato a algo "vindo da mente de Joseph Goebbels, o pai da propaganda nazista". A Igreja Católica da Venezuela criticou a versão modificada em uma declaração assinada por líderes da organização, dizendo que o Pai Nosso é "intocável", que quem recitou a versão modificada estaria cometendo o pecado da idolatria. Monsenhor Baltazar Porras, bispo de Mérida, disse que este tipo de ação "não é nada novo" nos anos após a Revolução Bolivariana e que o governo venezuelano queria "enfiar os princípios e valores que a revolução quer impor, uma espécie de religião secular".

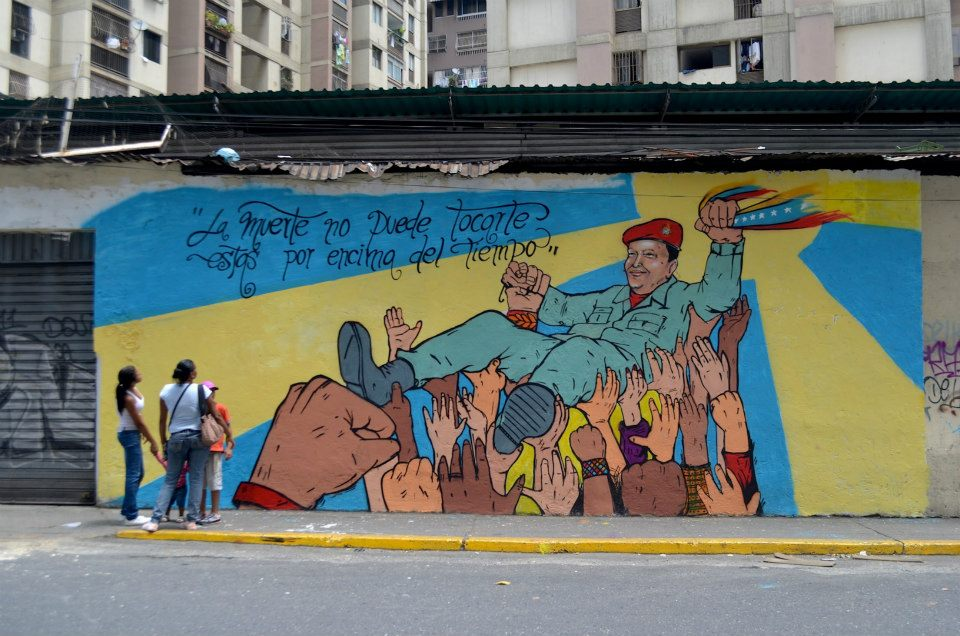
Um mural de Chávez dizendo, "A morte não pode te tocar, você está acima do tempo".

A líder do Departamento da América Latina para Deutsche Welle, Uta Thofern, respondeu à ação dizendo que o "movimento bolivariano parece deixar de ser um movimento político para se tornar um culto ao fanatismo" e dizendo que, como ela era alemã, temia que os líderes bolivarianos "usassem conscientemente símbolos e instrumentos religiosos, abusando das necessidades espirituais das pessoas" de maneiras que foram vistas sob "ditaduras alemãs". Ennio Cardozo, cientista político da Universidade Central da Venezuela, afirma que atos como "Nosso Chávez" são o "esforço do governo venezuelano para sustentar sua legitimidade".
Maria Uribe, membro do Comitê de Comunicação e Propaganda do PSUV-Táchira que recitou a "oração", respondeu às críticas dizendo que a "oração dos delegados" era refletir sobre "o que significava ser como Chávez", a quem ela chamou de "um exemplo de solidariedade, amor, compromisso, humanidade e honestidade". O Presidente Maduro rejeitou a resposta da Igreja Católica, dizendo que estavam tentando implementar uma "nova Inquisição". Também foi incentivado pelo Presidente Maduro para que os cidadãos da Venezuela recitassem o que ele chamou de "poema" para seguir os "valores de Chavez". O presidente da Assembleia Nacional, Diosdado Cabello, também criticou a Igreja Católica, dizendo que deveriam se preocupar com assuntos mais importantes.

### Ataque à imagem
Durante os protestos venezuelanos de 2014-17, venezuelanos em vários estados atacaram a imagem de Chávez devido à sua representação simbólica do governo bolivariano dominante. Uma pesquisa de 2016 da Alfredo Keller y Asociados descobriu que 75% dos venezuelanos discordavam do uso de estátuas de Chávez como propaganda. Nos protestos venezuelanos de 2017, cidadãos de La Villa del Rosario queimaram e derrubaram uma estátua do falecido presidente Hugo Chávez, um gesto de raiva comparado à destruição da estátua de Saddam Hussein no Iraque, bem como outros casos de derrubada de estátuas durante períodos de agitação popular. Dias depois, em Santa Bárbara, uma estátua local de Chávez foi severamente danificada quando manifestantes lançaram coquetéis Molotov e outros objetos contra a figura.
Predefinição:Pullquote
Em 22 de maio de 2017, a casa natal de Chávez foi queimada por manifestantes em Sabaneta, Barinas – "o berço da revolução de Chávez" – após dois estudantes serem mortos pela Guarda Nacional. Manifestantes na área também destruíram cinco estátuas de Chávez, além de destruir sua casa de infância.
Após múltiplos ataques à imagem de Chávez, as autoridades venezuelanas foram ordenadas a proteger várias representações de Chávez em todo o país.

## Temas
O Bolivarianismo usa argumentos emocionais para ganhar atenção, explorar os medos (reais ou imaginados) da população, criar inimigos externos para fins de bode expiatório e produzir nacionalismo na população, causando sentimentos de traição pelo apoio à oposição. Sempre que Chávez enfrentava um problema, ele o transformava em uma narrativa, mantendo a atenção da Venezuela e aumentava os esforços sempre que enfrentava mais problemas. As imagens e mensagens promovem mobilização ideológica, incluindo Chávez como um "libertador", os efeitos positivos da Revolução Bolivariana (incluindo reformas sociais) e poder derivado do povo. O objetivo geral da máquina de propaganda bolivariana é refletir os desejos e objetivos da sociedade por uma Venezuela melhorada.

### Inimigos

#### Capitalistas
Capitalismo foi atacado pelo governo bolivariano com Chávez dizendo aos telespectadores em seu programa Aló Presidente que "O amor é socialismo. O capitalismo é ódio e egoísmo". Chávez uma vez especulou que se a civilização já existisse em Marte, o capitalismo e o imperialismo poderiam ter "acabado com ela" e disse que poderia fazer o mesmo com a Terra.

#### Judeus

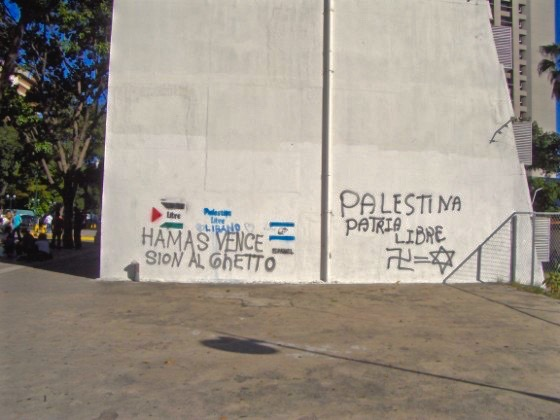
Grafite antissemita em Caracas expressando apoio ao Hamas e a uma "Pátria palestina livre".

Em um relatório de 2010 da Universidade de Tel Aviv intitulado Anti-Semitismo Mundial 2010, na Venezuela, “alegações antissemitas são uma parte integral da extrema propaganda anti-Israel dos círculos governamentais e pró-Chavez”. Durante a presidência de Chavez, a comunidade judaica venezuelana fez declarações em uma Assembleia Plenária do Congresso Judaico Mundial em Jerusalém, dizendo: "Onde vivemos, o antissemitismo é sancionado. Vem do presidente, através do governo, e vai para a mídia".

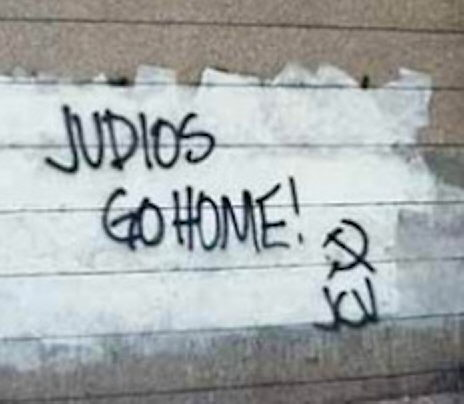
Grafite no muro da Embaixada de Israel em Caracas.

B'nai B'rith Internacional afirmou em um relatório de 2012 que a "retórica antissemita e anti-Israel sancionada pelo Estado" era "comum na Venezuela sob o presidente Hugo Chávez" e que havia aumentado durante a campanha presidencial de 2012 envolvendo Henrique Capriles Radonski, que tinha ascendência judaica. De acordo com o relatório Antissemitismo na Venezuela 2013 da Confederação Venezuelana das Associações Israelitas (CAIV), "notícias distorcidas, omissões e falsas acusações" de Israel originam-se do Press TV do Irã e Hispan TV, são repetidos pelo RT da Rússia e Prensa Latina de Cuba, e pela mídia estatal venezuelana, incluindo SIBCI, AVN, TeleSUR, Venezolana de Televisión (VTV), Alba TV, La Radio del Sur, Radio Nacional de Venezuela (RNV), YVKE Mundial, Correo del Orinoco e Ciudad CCS. A CAIV continua, afirmando que a mídia acusa o sionismo de ser um "movimento predador", que "autores antissemitas pretendem estabelecer diferenças entre a religião judaica e o movimento sionista" e que a mídia do governo venezuelano usa temas antissemitas.
Escrevendo em The Weekly Standard em 2005, Thor Halvorssen Mendoza diz que o "Relatório sobre Anti-Semitismo Global" do Departamento de Estado dos Estados Unidos' Bureau of Democracy, Human Rights, and Labor observou que panfletos antissemitas "estavam disponíveis ao público em uma sala de espera do Ministério do Interior e Justiça".
Em 2008, um radialista da estatal Radio Nacional de Venezuela afirmou que "os parceiros de Hitler eram judeus... Esses não foram os judeus assassinados nos campos de concentração. [Aqueles mortos] eram judeus da classe trabalhadora, judeus comunistas, judeus pobres, porque os judeus ricos eram os que estavam por trás do plano de ocupar a Palestina". Em abril de 2011, Cristina González, uma popular radialista da Radio Nacional de Venezuela, recomendou fortemente aos seus ouvintes que lessem Os Protocolos dos Sábios de Sião, um texto antissemita criado pelo Império Russo e posteriormente utilizado por Adolf Hitler. Um ano depois, em um artigo de opinião de 13 de fevereiro de 2012 da Radio Nacional de Venezuela, intitulado "O Inimigo é o Sionismo" atacou a ascendência judaica de Capriles e o vinculou a grupos nacionais judeus por causa de uma reunião que ele havia mantido com líderes judeus locais, dizendo: "Este é o nosso inimigo, o sionismo que Capriles representa hoje... O sionismo, juntamente com o capitalismo, são responsáveis por 90% da pobreza mundial e das guerras imperialistas."

#### Oposição

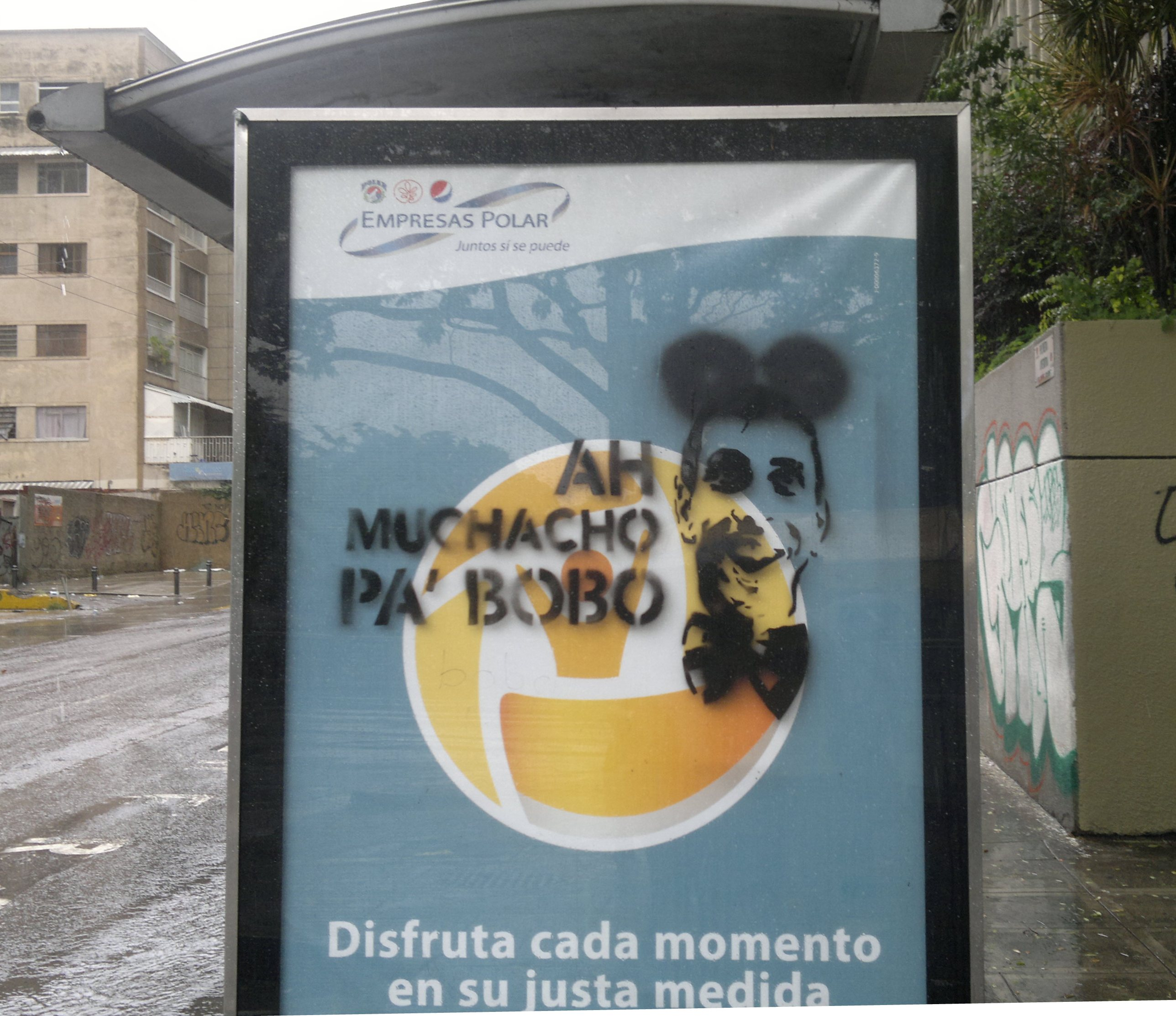
Grafite político contra Henrique Capriles a partir de um discurso de Hugo Chávez dizendo "Ah, o garoto estúpido".

Enio Cardozo da Universidade Central da Venezuela afirma que o governo venezuelano usa as mesmas táticas de propaganda contra a oposição que foram desenvolvidas por Joseph Goebbels para a propaganda nazista. Tais táticas incluiriam "simplificar o inimigo" usando rótulos, com o governo venezuelano tentando polarizar o público fazendo-os pensar que a oposição eram "os ricos" que faziam parte de uma "oligarquia", culpando a oposição por qualquer problema da Venezuela. Outra tática seria usar histórias falsas para fazer grandes ameaças contra a oposição.
Hugo Chávez descreveu "qualquer oposição ao seu governo como um 'Made in USA' corrupto, terrorista, conspiração golpista para derrubar seu governo democrático". A oposição era frequentemente ligada a adversários do governo venezuelano e um "cartão de soberania" foi usado ligando adversários estrangeiros à oposição. Ao cobrir eventos da oposição, a mídia estatal manipulava imagens para fazer com que as reuniões parecessem menores.[carece de fontes?]
O governo venezuelano ocasionalmente usa campanha difamatórias contra a oposição, fazendo escutas telefônicas ilegais de suas conversas e reproduzindo-as em toda a mídia estatal. O governo venezuelano promove o uso de tais gravações, pois elas são "destinadas principalmente a desacreditar políticos da oposição", embora gravações recentes usadas na mídia estatal sejam atribuídas a entidades online, em vez do governo venezuelano. Um dos programas de televisão estatal favoritos de Chávez, The Razorblade, era usado principalmente para atacar a oposição com tais táticas, usando fotografias e gravações de áudio para constranger seus políticos. A fonte desse conteúdo foi presumida como sendo da agência de inteligência do país, SEBIN.

#### Mídia Privada
A União Democrata Internacional de centro-direita (IDU) expressou preocupação com a liberdade de expressão na Venezuela porque viu "ataques sistemáticos contra a independência da mídia" pelo governo venezuelano e, já que Chávez afirmou que "hegemonia da comunicação" era seu objetivo. O governo de Chávez foi acusado pela Human Rights Watch de "[abusar] do controle de frequências de transmissão para punir rádio e estações de televisão com programação abertamente crítica". De acordo com a HRW, o governo fez leis promovendo a autocensura pela mídia. Em 2005, a nova Lei de Responsabilidade Social modificou o código penal para simplificar maneiras pelas quais as pessoas poderiam processar por opiniões emitidas contra elas, resultando em limites para programas de debates políticos e autocensura da imprensa. Em dezembro de 2007, Chávez anunciou sua decisão de fechar a RCTV. A RCTV continuou a transmitir via satélite e cabo como RCTV Internacional. Em 2012, Globovisión pagou uma multa de $2,1 milhões imposta pelo regulador de mídia do país, Conatel, por supostamente violar uma lei contra "promov[endo] ódio e intolerância por razões políticas" em sua cobertura de um motim em uma prisão.
A OEA informou a partir do ONG Monitoreo Ciudadano que "de 3 de junho de 2013 a 19 de setembro de 2013, Maduro apareceu no canal estatal VTV por 182 horas em 114 transmissões, uma média de 1 hora e 40 minutos por dia". Durante uma entrevista de rádio, Nicolás Maduro culpou a Televen pela violência que ocorria no país após a eleição e acusou a Globovisión de ser "fascista". A Comissão Nacional de Telecomunicações (Conatel) também fechou três meios de comunicação após atrasar um relatório sobre a saúde de Hugo Chávez. A Conatel também anunciou que "sanções administrativas" seriam aplicadas à Globovison depois que a "transmissão obrigatória de rádio e televisão" do presidente Maduro não teve áudio por mais de 6 minutos.

#### Estados Unidos

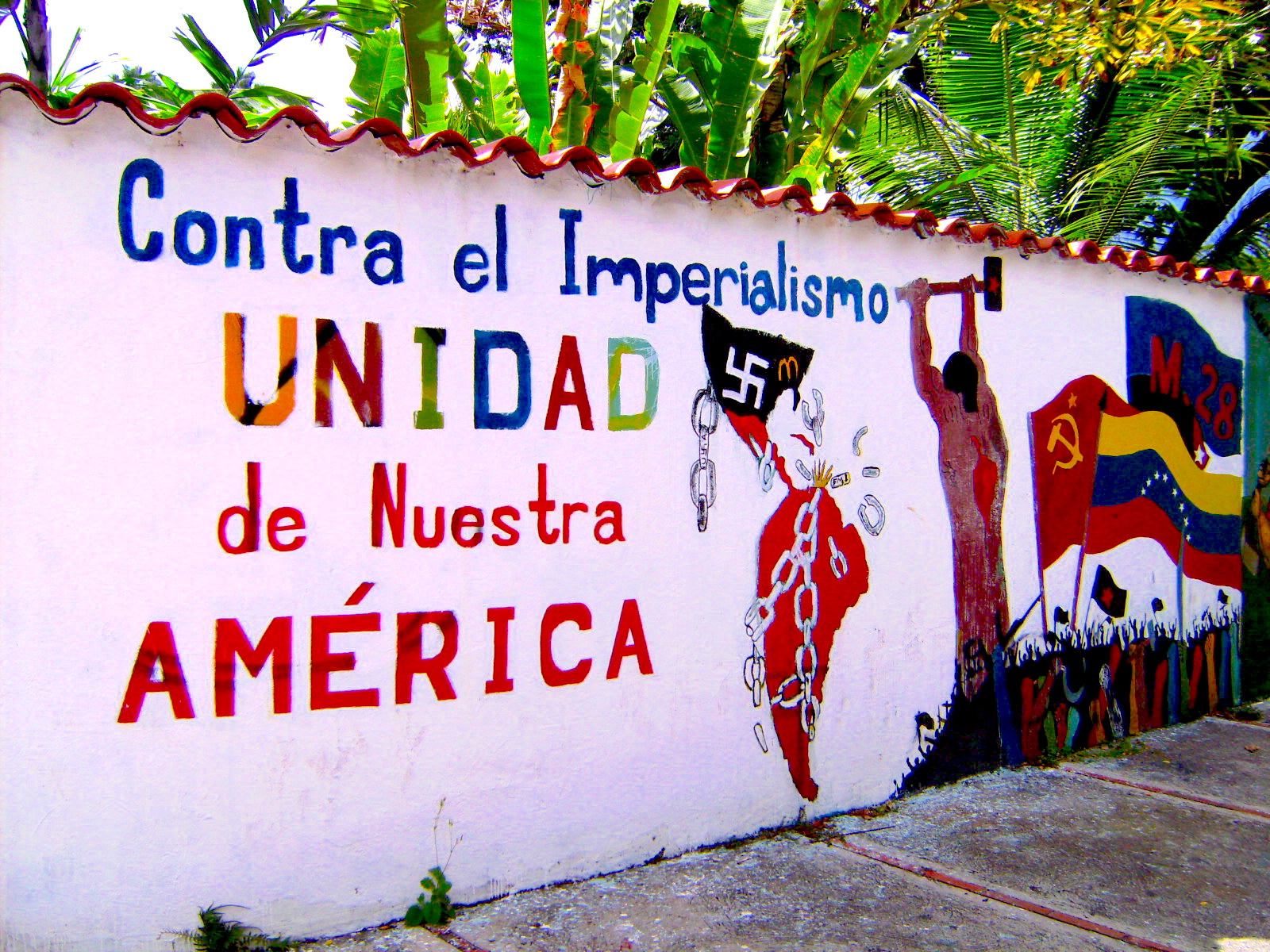
Mural contra o Imperialismo Americano marcado com uma Suástica e um logo do McDonald's. Lê-se: "Contra o Imperialismo: A união de Nossa América"

Chávez frequentemente atribuía problemas enfrentados na Venezuela aos Estados Unidos. Hugo Chávez usou "declarações audaciosas, muitas vezes confusas contra os EUA, o capitalismo e uma série de outros tópicos". Chávez chamou o ex-Presidente dos Estados Unidos George W. Bush de "bêbado", "burro" e o comparou a Adolf Hitler. Chávez também fez afirmações de que o terremoto no Haiti em 2010 foi devido a um "teste secreto de armas dos EUA".

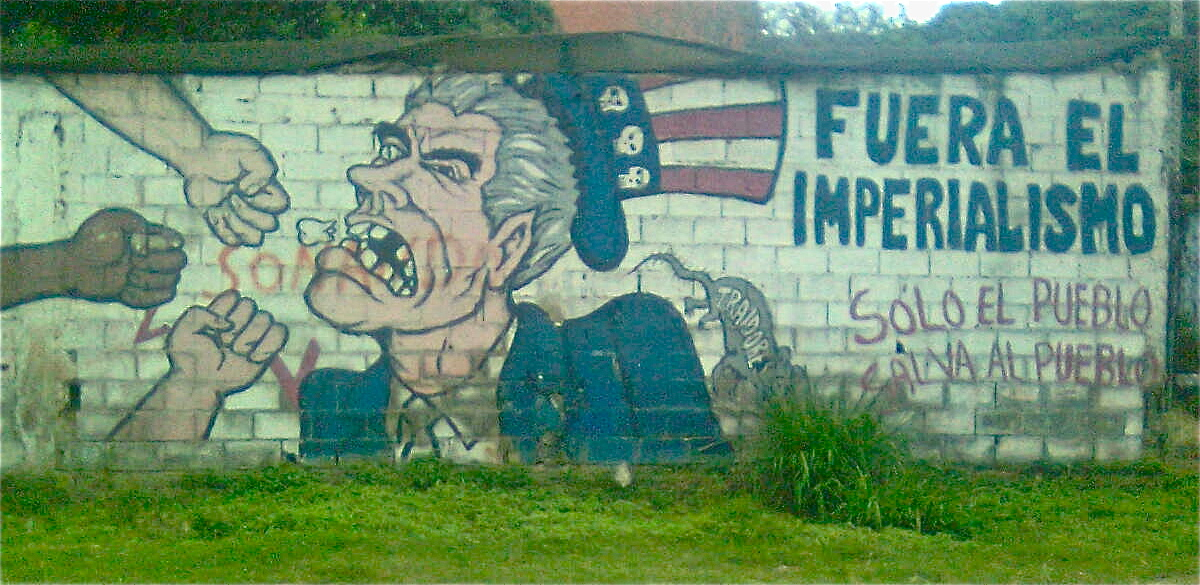
Grafite Anti-Imperialismo Americano em um bairro de classe baixa de Caracas. Lê-se: "Fora Imperialismo: Só o Povo Salva o Povo"

Na 61.ª Assembleia Geral das Nações Unidas, Hugo Chávez fez um discurso anti-imperialista e anti-Estados Unidos chamando George W. Bush de "o diabo" e "ditador mundial". Ele acusou Bush de espalhar imperialismo dizendo "ele veio compartilhar seus remédios, tentar preservar o atual padrão de dominação, exploração e pilhagem dos povos do mundo." Ele também criticou Israel devido ao conflito Israel-Líbano de 2006. Chávez então disse que o sistema das Nações Unidas era "inútil" e que tinha "entrado em colapso". Chávez disse que os Estados Unidos promoviam a violência enquanto a Venezuela representava "dignidade e busca pela paz". Após fazer suas declarações sobre buscar a paz, Chávez pediu que a Venezuela estivesse no Conselho de Segurança das Nações Unidas dizendo "a casa de Bolívar buscou um assento não permanente no Conselho de Segurança". Ele concluiu dizendo que um novo movimento estava sendo formulado no sul e até propôs mudar a sede das Nações Unidas para a Venezuela.
Diario VEA, um jornal estatal venezuelano crítico dos Estados Unidos, frequentemente usava várias páginas para desacreditar o governo dos Estados Unidos e compartilhar conspirações envolvendo os Estados Unidos e seus supostos vínculos com a oposição venezuelana.[carece de fontes?]

### Valores

#### Democracia
Uma estratégia da propaganda do governo venezuelano era persuadir "o povo venezuelano e a comunidade internacional de que a Revolução Bolivariana de Chávez é o verdadeiro caminho democrático para a prosperidade". Uma mensagem comum era que Chávez era "o líder legítimo, legal e democraticamente eleito".[carece de fontes?] De acordo com Corales e Penfold, "o uso generalizado de eleições é certamente impressionante, e muitos consideram um sinal de vitalidade democrática, embora as instituições eleitorais tenham sido abertamente manipuladas". As eleições foram, de fato, usadas como um argumento de "majoritarismo eleitoral" usado por Chávez para consolidar mais poder em suas mãos.

### Obras citadas
- Anselmi, Manuel (2013). Os filhos de Chávez: ideologia, educação e sociedade na América Latina. [S.l.]: Rowman & Littlefield. 44 páginas. ISBN 978-0739165256
- Manwaring, Max G. (2005). «Venezuela's Hugo Chávez, socialismo bolivariano e guerra assimétrica» (PDF). The Strategic Studies Institute
- Miller, John J. (27 de dezembro de 2004). «Amigos de Hugo». National Review. 56 (24). pp. 36–37
- Nelson, Brian A. (2009). O Silêncio e o Escorpião. [S.l.]: Nation Books. ISBN 978-1-56858-418-8. Foi em resposta a esta "Cubanização" que o movimento de oposição contra Chávez nasceu: Um grupo de mães percebeu que os novos livros didáticos de seus filhos eram realmente livros escolares cubanos fortemente infundidos com propaganda revolucionária, com novas capas.
- Nichols, Elizabeth Gackstetter; Kimberly J. Morse (2010). Venezuela (América Latina em Foco). [S.l.]: ABC-CLIO. ISBN 978-1-59884-569-3
- Ortiz, Ana Maria; Matthew Vadum. «Marxista Hugo Chávez Chama Seus Amigos na América». Human Events. 64 (10)
- Schoen, Douglas (2009). A Ameaça Mais Próxima de Casa. Nova Iorque: Free Press. ISBN 978-1-4165-9477-2
- Turner, Andrew (2007). Propaganda em Havana: A Política do Espaço Público e da Memória Coletiva na Cidade Socialista. Filadélfia: Universidade da Pensilvânia

## Nota
- Este artigo foi inicialmente traduzido, total ou parcialmente, do artigo da Wikipédia em inglês cujo título é «Bolivarian propaganda», especificamente desta versão.